# Amy Winehouse
Amy Jade Winehouse (ur. 14 września 1983 w Londynie, zm. 23 lipca 2011 tamże) – brytyjska piosenkarka wykonująca muzykę z pogranicza soulu, jazzu i R&B, kompozytorka i autorka tekstów piosenek.
Dysponowała głębokim, ekspresyjnym kontraltem, a jej twórczość opierała się na autorskich tekstach piosenek odnoszących się do osobistych przeżyć.
Jej płyty i piosenki otrzymały blisko 60 nagród i nominacji do prestiżowych nagród muzycznych. Debiutancki album Winehouse, Frank (2003), osiągnął znaczny sukces komercyjny i zdobył uznanie krytyków, m.in. nominację do Mercury Prize. Za następny album, Back to Black (2006), Winehouse otrzymała w 2008 rekordową liczbę pięciu nagród Grammy, m.in. dla najlepszego nowego artysty oraz za nagranie roku i piosenkę roku. Winehouse otrzymała również trzy najważniejsze nagrody Ivor Novello Awards: w 2004 i 2007 za najlepszą piosenkę współczesną (za „Stronger Than Me” i „Rehab”) oraz za najlepszą piosenkę muzycznie i lirycznie w 2008 („Love Is a Losing Game”). Otrzymała również w 2007 nagrodę Brit Award dla najlepszej brytyjskiej artystki.
Trapiona licznymi uzależnieniami i problemami ze zdrowiem psychicznym, zmarła w wieku 27 lat w swoim domu w Londynie w wyniku zatrucia alkoholowego, dołączając tym samym do tzw. Klubu 27.
W 2012 została sklasyfikowana na 26. miejscu na liście 100 najważniejszych kobiet w muzyce prowadzonej przez stację VH1. Jej płyta Back to Black pośmiertnie stała się najlepiej sprzedającym się albumem w XXI w. w Wielkiej Brytanii.

## Dzieciństwo
Urodziła się 14 września 1983 w szpitalu Chase Farm w dzielnicy Enfield w północnym Londynie. Jej ojciec, Mitchell „Mitch” Winehouse (ur. 1950), sprzedawał okna zespolone, a matka, Janis Winehouse z domu Seaton (ur. 1954), była farmaceutką. Pochodziła z żydowskiej rodziny – jej przodkowie byli rosyjskimi i polskimi Żydami, którzy wyemigrowali do Londynu. Miała starszego brata, Alexa (ur. 1979). Była radosnym, ciekawskim, odważnym i nieśmiałym dzieckiem. Mieszkała z rodziną w domu przy Osidge Lane dzielnicy Southgate w Londynie, gdzie uczęszczała do przedszkola i szkoły podstawowej Osidge w Barnet, gdzie zainteresowała się występami muzycznymi i ze szkolną koleżanką Juliette Ashby założyła zespół muzyczny Sweet ‘n’ Sour. Przez pewien czas chodziła do niedzielnej szkółki żydowskiej, jednak tego nie lubiła, dlatego uprosiła ojca, aby ją z niej wypisał, w rezultacie czego jej wiedza o religii żydowskiej była znikoma. Mimo to bywała w synagodze raz do roku w czasie święta Jom Kipur.

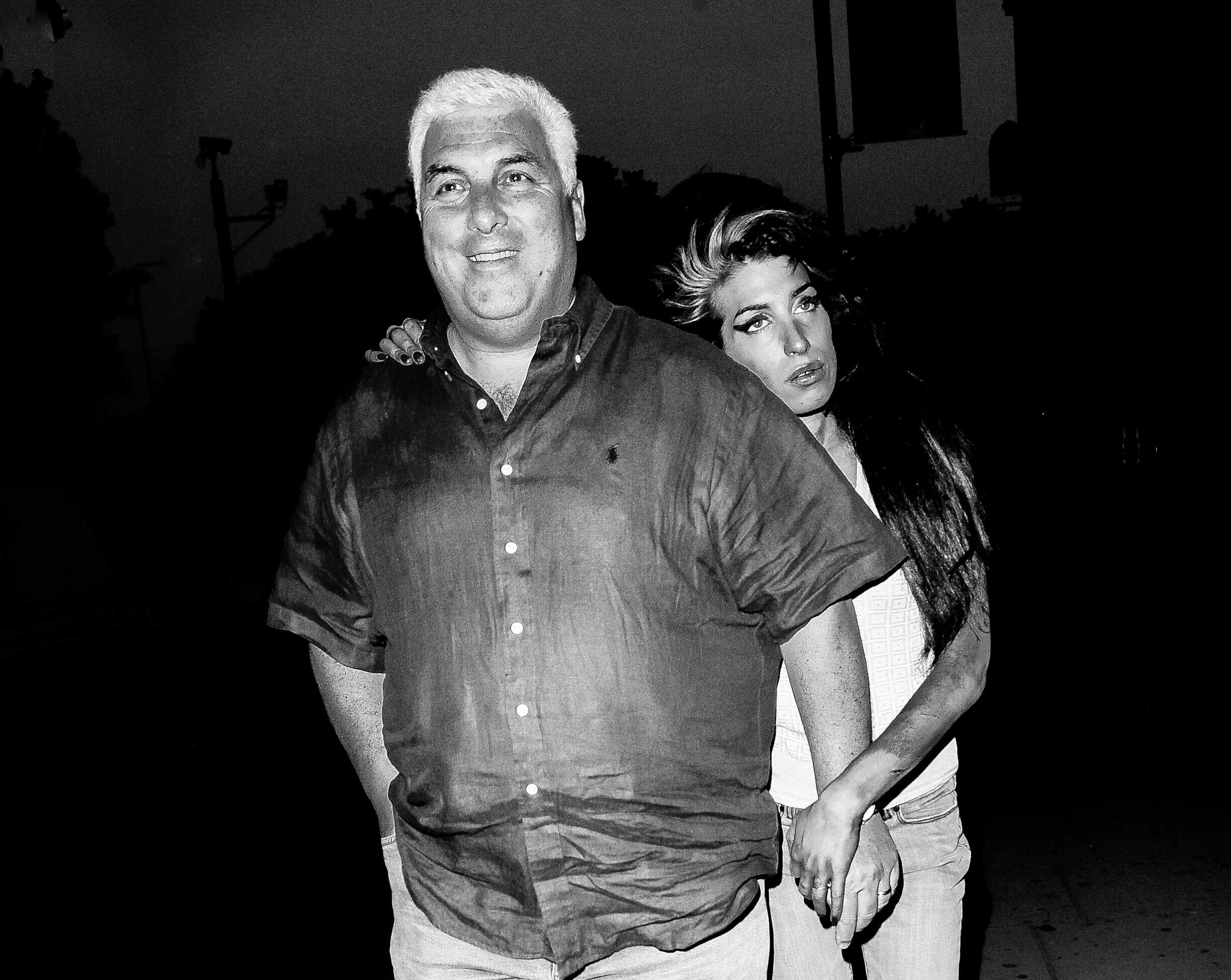
Winehouse z ojcem (2008)

Kilkoro członków rodziny, zarówno po stronie jej matki, jak i ojca, było zawodowymi muzykami jazzowymi, np. wuj Leon był trębaczem lub waltornistą. Cynthia Levy (była piosenkarka i dawna narzeczona saksofonisty Ronnie Scotta), jej babka ze strony ojca, wpłynęła na wczesne zainteresowanie wnuczki muzyką jazzową. Matka Amy często puszczała córce piosenki Carole King i Jamesa Taylora, a ojciec śpiewał jej piosenki m.in. Franka Sinatry. Jej ulubioną piosenką był utwór Sinatry „Fly Me to the Moon”, który śpiewała szczególnie w momentach, kiedy chciała się uspokoić, np. będąc w tarapatach. W 1993 jej rodzice zdecydowali się na separację, a trzy lata później wzięli rozwód, co Winehouse mocno przeżyła. Po rozstaniu rodziców zamieszkała z matką w East Finchley w północnym Londynie, a weekendy spędzała u ojca i jego nowej partnerki (a później żony), Jane, w Hatfield Heath w Essex.
W 1992 zaczęła uczęszczać do szkoły teatralnej Susi Earnshaw, gdzie przez cztery lata brała weekendowe lekcje śpiewu i stepowania. Chcąc nabrać doświadczenia w przyszłym zawodzie, wzięła udział w przesłuchaniach do tytułowej roli w musicalu Annie, jednak nie przeszła do kolejnego etapu. W 1994 rozpoczęła naukę w szkole średniej Ashmole Secondary School. Kiedy miała 12 lat, otrzymała stypendium i rozpoczęła naukę w szkole teatralnej Sylvii Young, co zostało odnotowane w branżowym tygodniku „The Stage”. W listopadzie 1997 pojawiła się w odcinku serialu BBC The Fast Show pt. „Peasblossom”. W latach 90. dorabiała występami m.in. w Teatrze Coliseum i Hampstead Theatre. W okresie nauki w szkole teatralnej Sylvii Young mierzyła się z depresją i podjęła pierwsze próby samookaleczania się. Miewała także problemy z koncentracją, poza tym miała złe oceny i sprawiała dużo kłopotów wychowawczych (m.in. nie nosiła szkolnego mundurka lub nosiła go niedbale, poza tym żuła gumę na lekcjach i miała kolczyk w nosie). W 2000 opuściła szkołę, bo jej rodzice postanowili przenieść ją do innej placówki. Winehouse podjęła naukę w prywatnej szkole dla dziewcząt The Mount School w Mill Hill. W tym okresie dorabiała, pracując w salonie tatuażu i sklepie z odzieżą. Po skończeniu 16 lat rozpoczęła naukę w klasie o profilu musicalowym w szkole artystycznej BRIT Performing Arts & Technology School w Croydon, jednak przerwała ją po niecałym roku i Osidge JMI School. Kiedy miała 17 lat, zaczęła pracować okazyjnie jako dziennikarka działu rozrywki dla Internetowej Agencji Informacyjnej World Entertainment News Network, ale przepracowała tam zaledwie trzy miesiące.

## Kariera muzyczna

### Początki
W dzieciństwie, z pomocą starszego brata, nauczyła się grać na gitarze, poza tym zaczęła pisać swoje pierwsze piosenki. Jako nastolatka śpiewała z lokalnym zespołem Bolsha Band. Pod koniec 1999 została wokalistką Narodowej Młodzieżowej Orkiestry Jazzowej, z którą występowała w klubach jazzowych i uczestniczyła w jednej ze swoich pierwszych sesji nagraniowych, podczas której zaśpiewała cztery piosenki, m.in. „The Nearness of You”. W związku ze zdenerwowaniem i tremą przed publicznymi występami, wkrótce zaczęła nadużywać alkoholu.
W 2001 przyjaciel Winehouse, śpiewak soulowy Tyler James, wysłał jej taśmę demo (zawierającą jej covery standardów jazzowych) Nickowi Shymansky’emu, pracownikowi działu artystycznego firmy Brilliant, oddziału agencji talentów 19 Entertainment Ltd, który wraz ze swoim szefem, Nickiem Godwinem, poszukiwali wokalistki jazzowej. Shymansky i Godwin złożyli Winehouse propozycję współpracy menedżerskiej, którą ta przyjęła. We wrześniu 2001 rozpoczęła pracę nad piosenkami na kolejną taśmę demo. Dzięki Nickowi Godwinowi nawiązała w 2002 współpracę z tekściarzami, Stefanem Skarbkiem i Mattem Rowe, z którym pracowała w Mayfair Studios w Londynie. W trakcie sesji stworzyli m.in. utwory: „I’m a Monkey Not a Boy”, „Ease Up to Me”, „The Ambulance Man”, „Amy Amy Amy” i „October Song”, przy czym tylko dwie ostatnie później znalazły się na debiutanckim albumie Winehouse, a reszta została odrzucona ze względu na słabą jakość produkcji. Winehouse napisała wtedy także m.in. utwór „Alcoholic Logic”, który umieściła na taśmie demo.
Po zamknięciu agencji Brilliant część działalności firmy przyjął Simon Fuller, szef przedsiębiorstwa 19 Entertainment Ltd, który – zachwyciwszy się taśmą demo Winehouse – w 2002 podpisał z artystką kontrakt zapewniający jej gażę w wysokości 250 funtów na poczet przyszłych dochodów. Jej talent wówczas dostrzegł m.in. producent muzyczny Darcus Beese, który jesienią 2002 zaaranżował przesłuchanie Winehouse do wytwórni Island Records. Artystka w międzyczasie podpisała kontrakt wydawniczy z wytwórnią EMI Music Publishing Ltd. Nick Gatfield z Island Records podjął liczne wysiłki, by przejąć Winehouse do swojej firmy, ponieważ był przekonany, że jest rynkowe zapotrzebowanie na naturalny, nietypowy, autentyczny damski talent wokalny nie będący sztucznym produktem telewizyjnych reality shows. 17 grudnia 2002 Winehouse zawarła umowę dystrybucyjną z Island Records.

### 2003–2004:Frank
Po podpisaniu kontraktu z wytwórnią kontynuowała pracę nad materiałem na debiutancką płytę. Za namową Beese’a nawiązała współpracę z producentem muzycznym Salaamem Remi, z którym pracowała w jego studiu Creative Space w Miami. Część materiału nagrała również w studiu The Headquarters w New Jersey u producenta Gordona Williamsa. 22 lipca, 11 sierpnia  i 1 września 2003 zagrała trzy koncerty w klubie „4 Sticks Live” przy Kensal Road w Cobden w zachodnim Londynie. Na jej trzecim koncercie w tym klubie obecna była m.in. Annie Lennox, która była oczarowana talentem debiutantki i wkrótce stała się jej fanką.

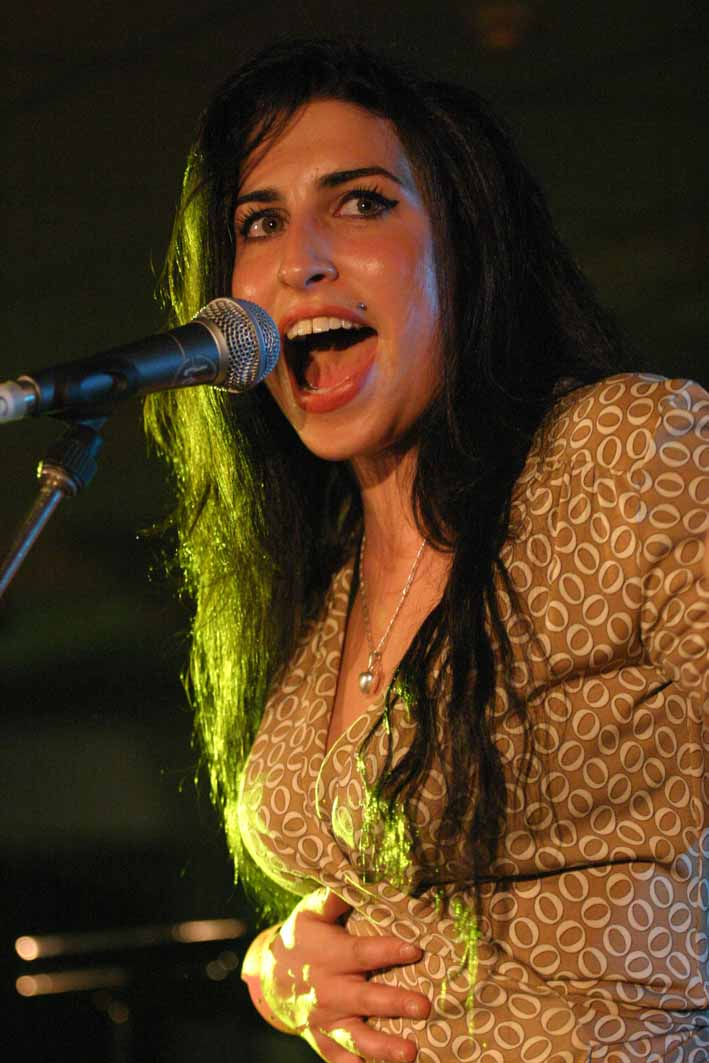
Winehouse (2004)

20 października 2003 wydała album pt. Frank inspirowany głównie muzyką jazzową. Umieściła na nim w większości autorskie piosenki (których głównym tematem był jej związek i rozstanie z pierwszym partnerem życiowym, Chrisem Taylorem), a także dwa covery: „Moody’s Mood for Love” King Pleasure oraz „(There Is) No Greater Love” Ishama Jonesa i Marty’ego Symesa. Po wydaniu albumu skomentowała, że była współtwórczynią albumu jedynie w 80%, ponieważ wytwórnia Island Records umieściła na nim kilka piosenek i miksów, które odrzuciła Winehouse, z kolei ojciec artystki twierdzi, że firma postąpiła w ten sposób, bo Winehouse opuściła kilka sesji edytorskich. Za album uzyskała przychylne recenzje krytyków muzycznych, co jednak nie przełożyło się na sukces sprzedażowy, przez co firma Island Records wstrzymała promocję Winehouse na amerykańskim rynku. Winehouse promowała album singlami z utworami: „Stronger Than Me” (zajął 71. miejsce na liście UK Singles Chart), „Take the Box” (57. miejsce), „In My Bed/You Sent Me Flying” (60. miejsce) i „Fuck Me Pumps / Help Yourself” (65. miejsce). Po wydaniu płyty koncertowała solowo (m.in. w Bush Hall w Shepherd’s Bush) oraz jako support Jamiego Culluma i Finleya Quaye’a, a za te występy zbierała mieszane recenzje krytyków. W styczniu 2004 z albumem Frank dotarła do 13. miejsca na liście UK Albums Chart. W lutym tego samego roku na gali rozdania nagród Brit była nominowana do zdobycia statuetki dla najlepszego wykonawcy miejskiego i najlepszej brytyjskiej artystki solowej. W marcu tego samego roku wystąpiła w odcinku telewizyjnego quizu muzycznego Never Mind the Buzzcocks i talk-show The Jonathan Ross Show. Od 21 kwietnia do połowy maja zagrała swoją pierwszą trasę koncertową, która została całkowicie wyprzedana, poza tym zagrała koncerty na festiwalach: Glastonbury Festival, T In The Park Festival i V Festival. 27 maja na gali rozdania nagród Ivora Novello otrzymała statuetkę za najlepszą piosenkę współczesną („Stronger Than Me”). Tuż po gali odnotowała znaczny wzrost sprzedaży albumu Frank, a za sprzedaż krążka w 300 tys. egzemplarzy uzyskała certyfikat platynowej płyty w Wielkiej Brytanii. Za Franka była nominowana do Mercury Music Prize, a na wrześniowej gali rozdania tych nagród zaśpiewała piosenkę „Take the Box”. Zdobyła nominację także do nagrody MOBO (Music Of Black Origin) dla najlepszego artysty jazzowego i najlepszego brytyjskiego artysty roku. Od 4 do 19 listopada 2004 zagrała drugą krajową trasę koncertową.

### 2005–2007:Back to Blacki międzynarodowe tournée
W sierpniu 2005 premierę miał album Tylera Jamesa pt. The Unlikedy Lad, na którym znalazł się m.in. utwór „Best for Me” z wokalnym udziałem Winehouse oraz dwie piosenki współtworzone przez artystkę – „Long Day” i „Procrastination”. Również w 2005 Winehouse związała się z Blakiem Fielderem-Civilem, jednak rozstała się z nim po zaledwie pół roku związku, a swoje uczucia z tym związane opisała w piosenkach, które tworzyła na drugi album. Zrozpaczona rozstaniem, zaczęła nadużywać alkoholu, co martwiło jej współpracowników, w tym menedżera i przedstawiciela wytwórni płytowej. Kontynuowała pisanie piosenek, które oscylowały głównie wokół tematu rozterek sercowych i terapii odwykowej, której poddała się w 2006. Podczas prac nad płytą skierowała uwagę ku żeńskim zespołom lat 50. i 60. XX w., takim jak The Shirelles, The Shangri-Las i The Angels, a w studiu nagraniowym i na koncertach akompaniowała jej Orkiestra The Dap-Kings. W lipcu 2005 zagrała koncert na Cornbury Music Festival w Charlbury w hrabstwie Oxfordshire, a listopadzie tego samego roku wystąpiła w klubie „Cobden” na koncercie charytatywnym Young Jewish Care’ The Set Committe na rzecz Centrum Ocalałych z Holocaustu. Pod wygaśnięciu jej umowy z agencją 19 Entertainment Ltd na początku 2006 podpisała kontrakt menedżerski z Rayem Cosbertem z agencji Metropolis Music, co Guy Moot z EMI Music Publishing uznał później za jedno z dwóch kluczowych wydarzeń w karierze Winehouse, podobnego zdania był także ojciec artystki. Cosbert dążył do wprowadzenia Winehouse na amerykański rynek i wypromowania jej w Stanach Zjednoczonych.
Winehouse niedługo po nawiązaniu współpracy z Cosbertem spotkała się z Lucianem Grangem z Universal Music i Guyem Mootem z EMI Music Publishing, który namówił ją na podjęcie współpracy z producentem Markiem Ronsonem w Nowym Jorku. Razem z nim, a także z Salaamem Remim, stworzyła i nagrała swoją nową płytę w pięć miesięcy. Przed jej wydaniem uruchomiła swoją oficjalną stronę internetową – amywinehouse.co.uk, a także rozpoczęła intensywną promocję w mediach. W maju 2006 jej nagrania demo – „You Know I’m No Good” i „Rehab” – zostały wyemitowane w audycji Marka Ronsona w nowojorskim radiu East Village. We wrześniu zagrała trzy koncerty promocyjne (w Bristolu, Brighton i Londynie), za które zebrała mieszane recenzje krytyków. Prasa surowo oceniła również jej występ w jednym z październikowych odcinków programu telewizyjnego The Charlotte Church Show, w którym Winehouse m.in. miała problemy z odczytywaniem tekstu z promptera i łobuzersko zachowywała się przed kamerą, co media uznały za skutek odurzenia alkoholowego przez artystkę. Kontrowersje wzbudziła także na gali rozdania nagród Q, na której w wulgarny sposób skomentowała polityczne przemówienie Bono.

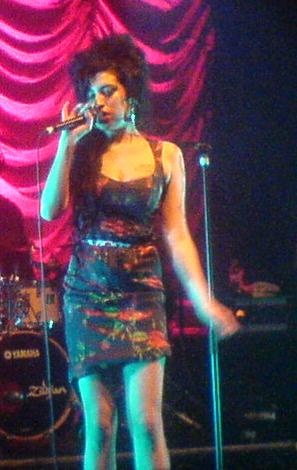
Winehouse w Londynie (2006)

30 października 2006 wydała album pt. Back to Black, który cieszył się uznaniem krytyków – określili płytę m.in. za „współczesny klasyk”. Album osiągnął również sukces komercyjny: w dwa tygodnie po premierze rozszedł się w 70 tys. egzemplarzy, dzięki czemu trafił na trzecie miejsce na liście UK Albums Charts, a następnie dotarł na szczyt notowania i utrzymywał na niej przez kilka kolejnych tygodni, a z liczbą 1,85 miliona zakupionych egzemplarzy został najlepiej sprzedającym się wydawnictwem muzycznym w 2007 w Wielkiej Brytanii, gdzie uzyskał certyfikat podwójnie platynowej płyty. Winehouse promowała płytę kilkoma singlami, które stały się przebojami. Pierwszym z nich był „Rehab”, który przez kilka miesięcy znajdował się w pierwszej dziesiątce najważniejszych list muzycznych w USA i Wielkiej Brytanii. Pozostałymi singlami z Back to Black zostały piosenki: „You Know I’m No Good” (dotarł do 18. miejsca na liście przebojów), „Back to Black” (25. miejsce), „Tears Dry on Their Own” (16. miejsce) i „Love Is a Losing Game” (33. miejsce). Od 10 do 24 listopada 2006 odbywała trasę koncertową po Wielkiej Brytanii, która obejmowała 10 występów. W tym samym miesiącu wzbudziła kontrowersje występem w odcinku teleturnieju muzycznego Never Mind the Buzzcocks, w którym m.in. sprawiała wrażenie odurzonej używkami, co zresztą zasugerował na wizji prowadzący program, Simon Amstell. 31 grudnia wystąpiła w programie BBC Annual Hootenanny Jools Hollanda, w którym zaśpiewała cover piosenki Marvina Gaye’a „I Heard It Through the Grapevine” z Paulem Wellerem i, solowo, cover utworu Toots & The Maytals „Monkey Man”.

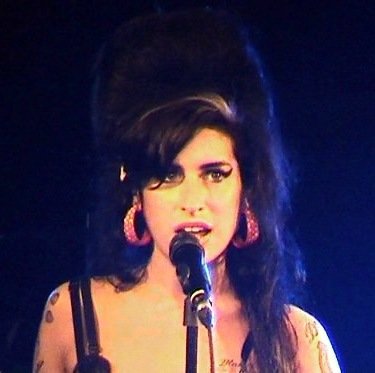
Winehouse w Berlinie (2007)

16 stycznia 2007 zadebiutowała na amerykańskiej scenie, grając entuzjastycznie przyjęty przez prasę koncert w sali „Joe’s Pub” na Manhattanie. Od 1 lutego do 5 marca odbyła krajową trasę złożoną z 10 koncertów. 14 lutego na gali rozdania Brit Awards 2007 otrzymała nagrodę dla najlepszej artystki solowej, poza tym była nominowana do nagrody Mastercard za najlepszą płytę (Back to Black). Również w lutym uczestniczyła w ceremonii wręczenia nagród miesięcznika „Elle”. 13 marca nakładem wytwórni Universal Republic wydała Back to Black na amerykańskim rynku, na którym w pierwszym tygodniu po premierze album rozszedł się w 50 tys. egzemplarzy, debiutując na siódmym miejscu listy Billboard 200. Winehouse w ramach promocji płyty w dniu jej premiery rozpoczęła kilkudniową minitrasę koncertową po Stanach Zjednoczonych, w ramach której wystąpiła m.in. na festiwalu SXSW w Austin. Pod koniec kwietnia wróciła do USA w ramach kolejnej trasy koncertowej, którą rozpoczęła 24 kwietnia występem na festiwalu Coachella i zakończyła 13 maja koncertem w Mod Club w Toronto. 11 dni później otrzymała nagrodę Ivora Novello za najlepszą piosenkę współczesną („Rehab”). Pod koniec maja zagrała dwa koncerty w Shepherd’s Bush Empire, które miała zagrać już w marcu, ale wówczas przełożyła je z powodu utraty zęba. W czerwcu wystąpiła na gali rozdania MTV Movie Awards 2007 w Universal City w Kalifornii, a jej występ na własną prośbę zapowiedział Bruce Willis. W tym czasie jej zdjęcia pojawiły się na okładce amerykańskich magazynów muzycznych „Rolling Stone” i „Spin”. Również w czerwcu wystąpiła na kilku europejskich festiwalach, m.in. na Isle of Wight Festival (zaśpiewała na nim m.in. cover piosenki The Temptations „Ain’t Too Proud to Beg” z zespołem The Rolling Stones), Glastonbury Festival, Hove Festival, Les Eurockéenes de Belfort, Rock Werchter i Virgin Music Festival. W lipcu miała wystąpić na festiwalach: Summer Pops w Liverpoolu, T In The Park w Kinross, Oxygen w Dublinie i Nuke w St. Pölten, jednak wszystkie odwołała z powodu wyczerpania i na wyraźne polecenie lekarza. W międzyczasie nagrała utwór „B Boy Baby” z Mutya Bueną na debiutancki album Bueny pt. Real Girl. Planowała też wspólne nagranie z Missy Elliott na album pt. Block Party.

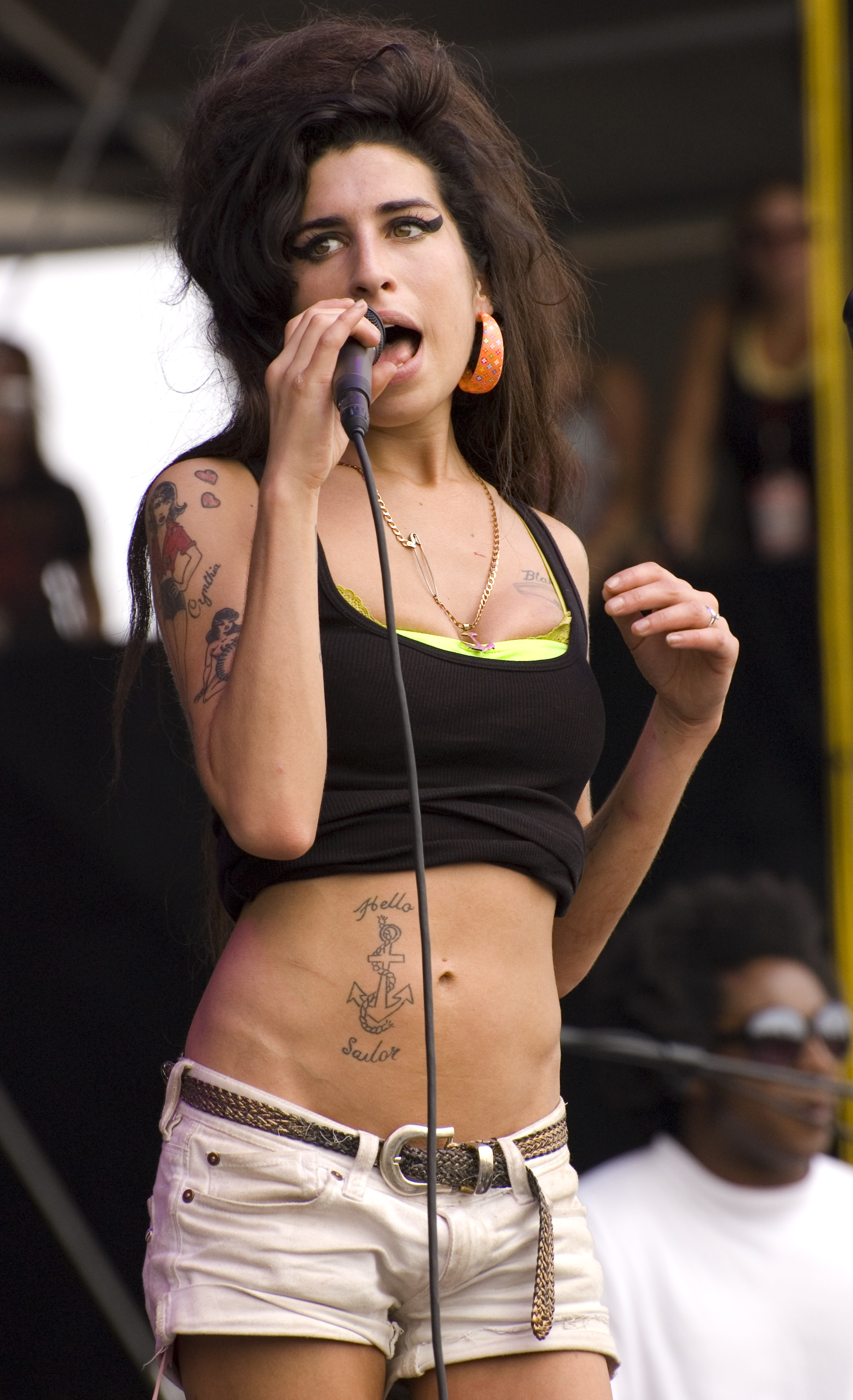
Winehouse na Virgin Festival w Baltimore (2007)

Do koncertowania wróciła 17 lipca 2007 występem na festiwalu Eden Project w Kornwalii, a do końca miesiąca zagrała jeszcze kilka koncertów w Europie, m.in. na hiszpańskim Festival Internacional de Benicàssim. Wystąpiła też na iTunes Festivalu w Londynie, a zapis koncertu wydała na EP-ce pt. iTunes Festival: London 2007. W sierpniu zagrała na festiwalu Lollapalooza w Chicago. W sierpniu ponownie odwołała koncerty i występy festiwalowe z powodu problemów zdrowotnych i podjęcia terapii odwykowej. 4 września zaśpiewała „Love Is a Losing Game” na gali rozdania nagród Mercury w Londynie, na której była nominowana do zdobycia statuetki za najlepszy album (Back to Black). 19 września zaśpiewała „Tears Dry on Their Own” i „Me & Mr Jones” na ceremonii wręczenia nagród MOBO w Londynie, na której odebrała statuetkę dla najlepszej angielskiej artystki. Tego samego dnia otrzymała nagrodę Vodafone Love Music dla najlepszej wykonawczyni. 8 października otrzymała nagrodę magazynu „Q” za najlepszy album (Back to Black), ale nie pojawiła się na gali, a statuetkę w jej imieniu odebrał Mark Ronson. Od 15 do 30 października zagrała trasę koncertową po Europie. W tym samym miesiącu premierę miał cover piosenki zespołu The Zutons „Valerie”, który Winehouse nagrała na solowy album Marka Ronsona pt. Version. Za utwór, z którym zadebiutowała na drugim miejscu na liście przebojów w Wielkiej Brytanii, otrzymała nominację do Brit Award za najlepszy brytyjski singiel. 1 listopada zaśpiewała „Back to Black” na gali rozdania Europejskich Nagród Muzycznych MTV w Monachium, na której odebrała statuetkę w kategorii Artist’s Choice.

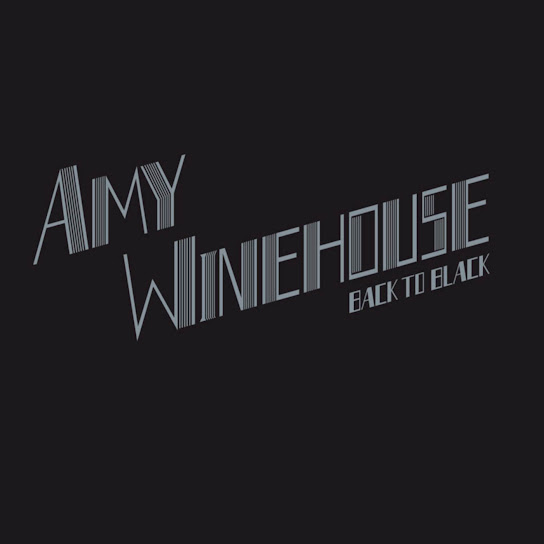
Okładka rozszerzonej edycji albumu Back to Black

5 listopada 2007 wydała na brytyjskim rynku rozszerzoną wersję Back to Black, którą wzbogaciła o dodatkową płytę z niepublikowanymi wcześniej piosenkami i nagraniami koncertowymi. Tego samego dnia wydała swoje debiutanckie DVD pt. I Told You I Was Trouble: Live in London, na którym umieściła zapisy występów w londyńskim klubie Shepherd’s Bush Empire i 50-minutowy dokument podsumowujący jej dotychczasową karierę. 20 listopada wydała na amerykańskim rynku swój debiutancki album pt. Frank, który uzyskał życzliwe recenzje i zadebiutował na 61. miejscu listy Billboard 200. Również w listopadzie Winehouse wyruszyła w kolejną trasę koncertową po Wielkiej Brytanii, podczas której przeżyła kolejny publiczny kryzys w karierze. Najpierw została wygwizdana podczas koncertu odbywającego się 14 listopada w National Indoor Arena w Birmingham, przez co przerwała występ, schodząc ze sceny. Krytyk z gazety „Birmingham Mail” napisał: „Była to jedna z najsmutniejszych nocy w moim życiu... Widziałem, że utalentowana artystka zredukowała się do zera, potykając się na scenie i niewybaczalnie przeklinając na publiczność”. Kolejne koncerty z trasy kończyły się podobnie, np. publiczność koncertu w Hammersmith Apollo w Londynie mówiła, że Winehouse „wyglądała na całkowicie odurzoną”, poza tym opóźniła występ o prawie godzinę, na scenie miała ledwo trzymać się na nogach, a w pewnym momencie zeszła ze sceny, przerywając koncert. 27 listopada odwołała resztę koncertów zaplanowanych do końca roku, usprawiedliwiając się zaleceniem lekarzy. Oświadczenie wydane przez Live Nation, firmę organizującą jej koncerty, usprawiedliwiało tę decyzję „wysiłkiem związanym z koncertowaniem i intensywnym napięciem emocjonalnym, którym Amy była poddana w ostatnich tygodniach”. 14 grudnia 2007 uzyskała certyfikat sześciokrotnie platynowej płyty za sprzedaż Back to Black.

### 2008: Szczyt kariery
10 lutego 2008 trafiła do Księgi Światowych Rekordów Guinnessa dzięki otrzymaniu rekordowej liczby pięciu nagród Grammy, zdobywając statuetkę dla najlepszej nowej artystki i najlepszej wykonawczyni pop, a także za nagranie roku i piosenkę roku („Rehab”) oraz najlepszy album wokalny pop (Black to Black), a Mark Ronson za ich wspólne nagranie „Valerie” otrzymał nagrodę dla producenta roku w kategorii muzyki nieklasycznej. Winehouse ze względu na to, że nie otrzymała na czas wizy do USA (odmówiono jej wjazdu na teren kraju z powodu uzależnienia od narkotyków), przez co nie pojawiła się osobiście na gali, dlatego też wykonała dwie piosenki – „You Know I’m No Good” i „Rehab” – podczas minikoncertu w Riverside Studios w zachodnim Londynie, skąd jej występ został pokazany za pośrednictwem łącza satelitarnego. 20 lutego zaśpiewała „Valerie” z Markiem Ronsonem i „Love Is a Losing Game” w trakcie gali rozdania Brit Awards 2008, na której poprosiła słuchaczy, aby „zrobić trochę hałasu dla jej Blake’a” w związku z aresztowaniem jej męża. W tym okresie sprzedaż Back to Black jeszcze wzrosła, dzięki czemu album trafił na drugie miejsce listy Billboard 200. Rozszerzona wersja albumu dotarła w marcu 2008 na szczyt brytyjskiej listy sprzedaży, podstawowa edycja płyty utrzymywała się w pierwszej „30” na tej samej liście przez 68 tygodni od rozpoczęcia sprzedaży, a album Frank zajął 35. miejsce.
Na początku marca 2008 Winehouse wykonała 40-minutowy recital na otwarcie butiku „Fendi” w Paryżu. Do 12 marca 2008 jej album pt. Back to Black sprzedał się w 2 467 575 egzemplarzy, dzięki czemu wszedł po raz pierwszy na listę 10 najlepiej sprzedających się płyt w XXI stuleciu. 7 kwietnia album był na pierwszej pozycji na europejskich listach popularności przez sześć kolejnych tygodni i trzynaście ogółem, poza tym stał się siódmym najlepiej sprzedającym się na świecie albumem w 2008 Dzięki przychodom ze sprzedaży tej płyty muzyczny oddział koncernu Universal nie odnotował spadku dochodów, który odczuł cały rynek.

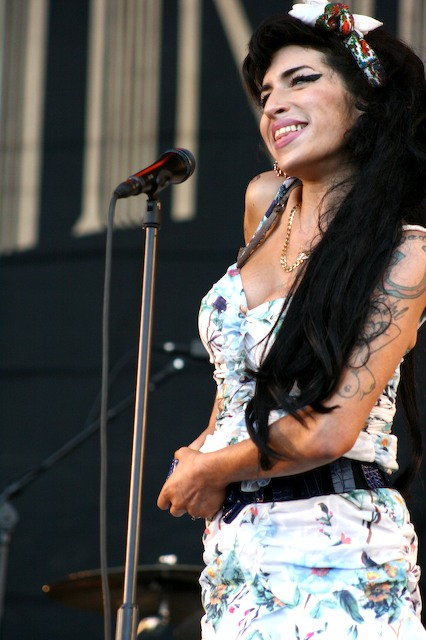
Winehouse (2008)

14 kwietnia 2008 Winehouse wydała DVD z 78-minutowym filmem dokumentalnym Amy Winehouse – The Girl Done Good: A Documentary Review, na który składały się wywiady z: osobami, które znały Winehouse od dzieciństwa, z ludźmi, którzy pomogli jej w osiągnięciu sukcesu, oraz ekspertami muzyki jazzowej i pop-kultury. Również w kwietniu artystka pracowała z Markiem Ronsonem nad piosenką przewodnią do 007 Quantum of Solace, 22. filmu o przygodach Jamesa Bonda, jednak twórcy w następnym miesiącu zrezygnowali z usług duetu. W maju jako pierwsza artystka w historii została drugi raz nominowana do nagrody Ivora Novello do zdobycia statuetki w najważniejszej kategorii – za najlepszą piosenkę muzycznie i tekstowo, przy czym otrzymała nagrodę za „Love Is a Losing Game” i była nominowana do niej za „You Know I’m No Good”. Ponadto za piosenkę „Rehab” była nominowana do nagrody Ivora Novello dla najlepiej sprzedającej się piosenki w 2008. Była też nominowana do nagrody 2008 MTV Europe Award za wydarzenie roku.
Chociaż jej ojciec, menedżer i kilkoro członków jej zespołu podobno próbowali ją powstrzymać, Winehouse w maju 2008 wystąpiła na festiwalu Rock in Rio Lisboa przed 99 tys. publicznością, przed którą – oprócz własnych piosenek – wykonała dwa covery zespołu The Specials. Mimo że jakość jej występu została obniżona spóźnionym przybyciem Winehouse i jej problemami z głosem, to widownia i tak ciepło ją przyjęła. 27 czerwca artystka zaśpiewała „Rehab” i „Valerie” oraz główną partię wokalną w piosence finałowej „Free Nelson Mandela” na koncercie z okazji 90. urodzin Nelsona Mandeli w Hyde Parku w Londynie. Latem wystąpiła na festiwalach: Glastonbury Festival, Oxegen Festival w Naas, T in the Park w Perth and Kinross oraz na V Festival w Staffordshire i Chelmsford, przy czym organizatorzy ostatniego z wydarzeń stwierdzili, że Winehouse przyciągnęła największą widownię ze wszystkich wykonawców, choć publiczność odebrała jej występy z mieszanymi uczuciami. 6 września Winehouse była wiodącą artystką sobotniego wieczoru w czasie Bestivalu, a jej występ został oceniony jako „gładki”, choć zaczął się z godzinnym opóźnieniem i jej zejściem ze sceny w związku z negatywnymi reakcjami widowni.
W ramach otwartego w grudniu 2008 nowojorskiego oddziału Rock and Roll Hall of Fame została upamiętniona na wystawie „Roots and Influences”, która przedstawiała relacje między różnymi artystami. Jeden z wątków wystawy zaczynał się od Billie Holiday, przechodził do Arethy Franklin i Mary J. Blige, i kończył się na Winehouse.  Do grudnia 2008 album Back to Black rozszedł się w 4,5 mln egzemplarzy na świecie.
Winehouse pod koniec 2008 razem z perkusistą Questlove z zespołu The Roots uzgodniła założenie nowej grupy muzycznej, ale problemy z uzyskaniem wizy opóźniły ich wspólną pracę: Salaam Remi tworzył już materiał z Winehouse do tego projektu. Według The Times, Universal Music naciskało Winehouse, aby wydać nowy materiał w 2008, ale artystka od 2 września nawet raz nie weszła do studia nagraniowego. Pod koniec października rzecznik prasowy Winehouse stwierdził, że nie ustalono dla niej ostatecznego terminu ukończenia trzeciego albumu, bo specjalnie do niego zaczęła uczyć się grać na perkusji.

### 2009–2011: Schyłek kariery
W sondażu przeprowadzonym wśród mieszkańców USA przez Harris Interactive, którego wyniki zostały opublikowane w marcu 2009, jedna piąta ankietowanych wskazała, że słuchała muzyki Winehouse w poprzednim roku, co wskazywało na ciągle niesłabnącą popularność mimo braku wydania nowej płyty od dwóch lat.
W kwietniu 2009 wyleciała do Saint Lucii, 8 maja wystąpiła na tamtejszym festiwalu jazzowym, jednak jej występowi przeszkodziła ulewa i trudności techniczne, poza tym miała kłopoty z pamiętaniem słów piosenek, dlatego w połowie występu (po wykonaniu czterech utworów) przeprosiła widownię i zeszła ze sceny. W międzyczasie nagrała z Rhythms del Mundo, cover piosenki Sama Cooke „Cupid”, który została umieszczony w albumie wydanym 13 lipca 2009 w ramach akcji dobroczynnej Artists Project Earth. 23 sierpnia widownia entuzjastycznie przyjęła jej wykonania piosenek „You’re Wondering Now” i „Ghost Town” z zespołem The Specials na V Festival. W październiku 2009 Winehouse wystąpiła jako gość muzyczny i chórzystka Dionne Bromfield w jednym z odcinków programu rozrywkowego Strictly Come Dancing. W tym samym miesiącu wywołała kontrowersje swoim pojawieniem się w stanie nietrzeźwości na gali rozdania nagród Q w Londynie.
Podczas pobytu w Saint Lucii w 2009 pracowała nad nowym materiałem z Salaamem Remim. Wytwórnia Island Records ogłosiła, że nowy album Winehouse pojawi się w 2010, a Dark Beese, jeden z szefów wytwórni, stwierdził: „Słyszałem kilka dem, które mnie zachwyciły”. W lutym 2010 Winehouse wyjechała na Jamajkę, gdzie razem z Salaamem Remim kontynuowała pracę nad materiałem na nowy album. W następnym miesiącu wznowiła współpracę z Markiem Ronsonem, z którym pracowała w studiu nagraniowym w Londynie. Na nowej płycie chciała kontynuować zamysł znany z Back to Black, tj. piosenki inspirowane brzmieniem żeńskich zespołów lat 60. W lipcu pojawiła się informacja, że następny album Winehouse zostanie wydany nie później niż w styczniu 2011. Artystka stwierdziła w wywiadzie prasowym: „[Album] będzie bardzo podobny do mojej drugiej płyty, gdzie jest wiele rzeczy jak z szafy grającej i piosenek, które są... po prostu szafą grającą, naprawdę”. Ronson w tym samym miesiącu ujawnił jednak, że nie zaczął jeszcze nagrywać albumu Winehouse. W październiku Winehouse poleciała na Barbados, gdzie kontynuowała pracę nad płytą z Salaamem Remim.
Równocześnie z pracą nad trzecią płytą, w 2010 zaangażowała się w inne projekty. W marcu nagrała cover piosenki Lesley Gore „It’s My Party” na album pt. Q Soul Bossa Nostra wydany 9 listopada na cześć Quincy Jonesa. Zaśpiewała także gościnnie na kilku koncertach swojego ojca. W grudniu zagrała 40-minutowy koncert w trakcie imprezy dla rosyjskich oligarchów w Moskwie z wybranym przez nich repertuarem.

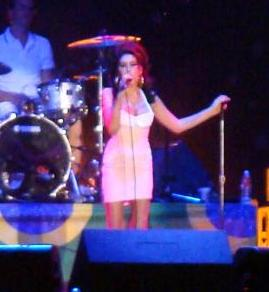
Winehouse we Florianópolis (2011)

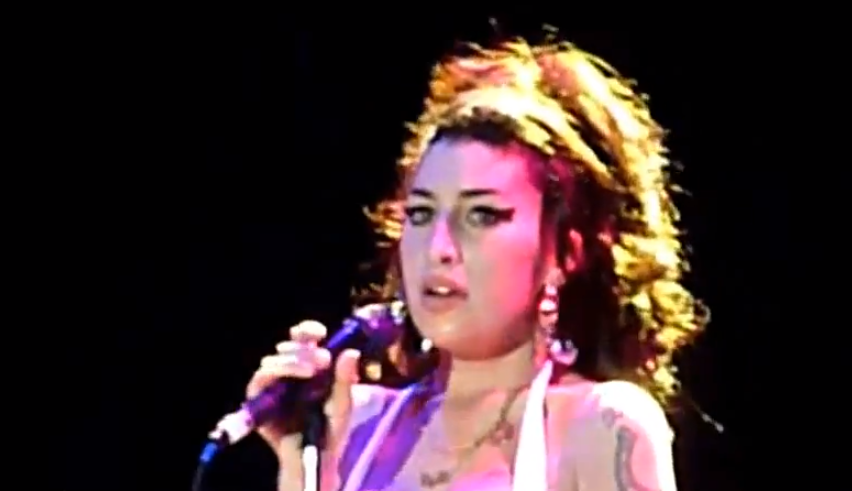
Winehouse w San Paolo (2011)

Od 8 do 16 stycznia 2011 zagrała pięć koncertów w Brazylii. Pierwszy z koncertów dała na Summer Soul Festivalu w Florianópolis i zebrała za niego przychylne recenzje prasy, mimo że miała problem z pamiętaniem tekstów piosenek i ustaniem na scenie. Po powrocie z Brazylii kontynuowała pracę nad swoją trzecią płytą. 11 lutego przerwała koncert w Dubaju w związku z wygwizdaniem jej przez widownię, co mogło być związane z raportami, że Winehouse wyglądała na zmęczoną i miała problemy z koncentracją w czasie występu. 12 czerwca zagrała koncert w 100 Club na West Endzie, który potraktowała jako próbę przed rozpoczęciem trasy koncertowej po Europie Wschodniej. 18 czerwca rozpoczęła w Belgradzie europejską trasę, która miała składać się z 12 koncertów. Lokalne media opisały jej występ jako skandal i porażkę, a widownia wygwizdała ją ze sceny, gdyż w widoczny sposób była zbyt pijana, aby występować – nie pamiętała, w którym jest mieście, zapominała teksty piosenek i nazwiska muzyków ze swojego zespołu, lokalna prasa twierdziła też, że ochrona koncertu zmuszała ją do występu, mimo że chciała zejść ze sceny, choć jej ojciec twierdził, że to Winehouse nie chciała przerywać występu, mimo nalegań jej menedżmentu. Wskutek kontrowersji jej koncerty w Istambule i Atenach, planowane na kolejny tydzień, zostały odwołane, a 21 czerwca ogłoszono odwołanie całego tournée. Ostatni występ dała 20 lipca 2011 w klubie Roundhouse w Londynie, gdzie niezapowiedzianie pojawiła się na scenie, aby wesprzeć swoją córkę chrzestną, Dionne Bromfield, która zaśpiewała piosenkę „Mama Said” z zespołem The Wanted. Trzy dni później Winehouse zmarła.
Po śmierci Winehouse jej albumy i piosenki odnotowały wzrost sprzedaży. W tygodniu zaczynającym się 26 lipca 2011 płyty Frank, Back to Black i Back to Black EP ponownie weszły na listę Billboard 200, odpowiednio na 57., 9. i 152. miejsce. Frank doszedł do czwartego miejsca na liście w następnym tygodniu, za to Back to Black w tym samym tygodniu znalazł się na liście Billboard Digital Albums i był drugim najczęściej kupowany bestsellerem w iTunes. Ponadto „Rehab” znów znalazł się na szczycie listy Billboard Hot Digital Songs, osiągając liczbę 38 tys. pobrań. W sierpniu 2011 Back to Black został okrzyknięty najlepiej sprzedającą się płytą w Wielkiej Brytanii w XXI wieku.
Ostatnim nagraniem Winehouse była odśpiewana w duecie z Tonym Bennettem piosenka „Body and Soul” na jego album pt. Duets II, który został wydany 20 września 2011. Singiel z tą piosenką został wydany 14 września 2011, w dniu 28. urodzin Winehouse. Ojciec artystki, Mitch Winehouse, przekazał cały dochód z piosenki na utworzenie Fundacji Amy Winehouse, której celem było podnoszenie świadomości i wspieranie organizacji, które pomagają wrażliwym, młodym dorosłym z uzależnieniami. 12 lutego 2012 piosenka „Body and Soul” otrzymała nagrodę Grammy dla najlepszego nagrania duetu/grupy. Ojciec Winehouse na ceremonii rozdania nagród Grammy, na którą przybył ze swoją żoną Janis, powiedział: „Nie powinno nas tu być, nasza kochana córka powinna tu być, to są karty, którymi teraz musimy grać”.
6 grudnia 2011 premierę miał album pt. Lioness: Hidden Treasures, na który złożyły się wcześniej niewydane nagrania Winehouse. Album pojawił się na liście UK Albums Chart z największą sprzedażą w pierwszym tygodniu, ze wszystkich wcześniej wydanych płyt Winehouse, a ze 114 tys. sprzedanymi egzemplarzami zadebiutował na piątym miejscu listy Billboard 200, co uczyniło go najlepiej sprzedającym się debiutującym albumem w USA. Do grudnia 2011 album pt. Back to Black rozszedł się w ponad 20 mln egzemplarzy na świecie, w tym 3,5 mln tylko w Wielkiej Brytanii.

## Śmierć

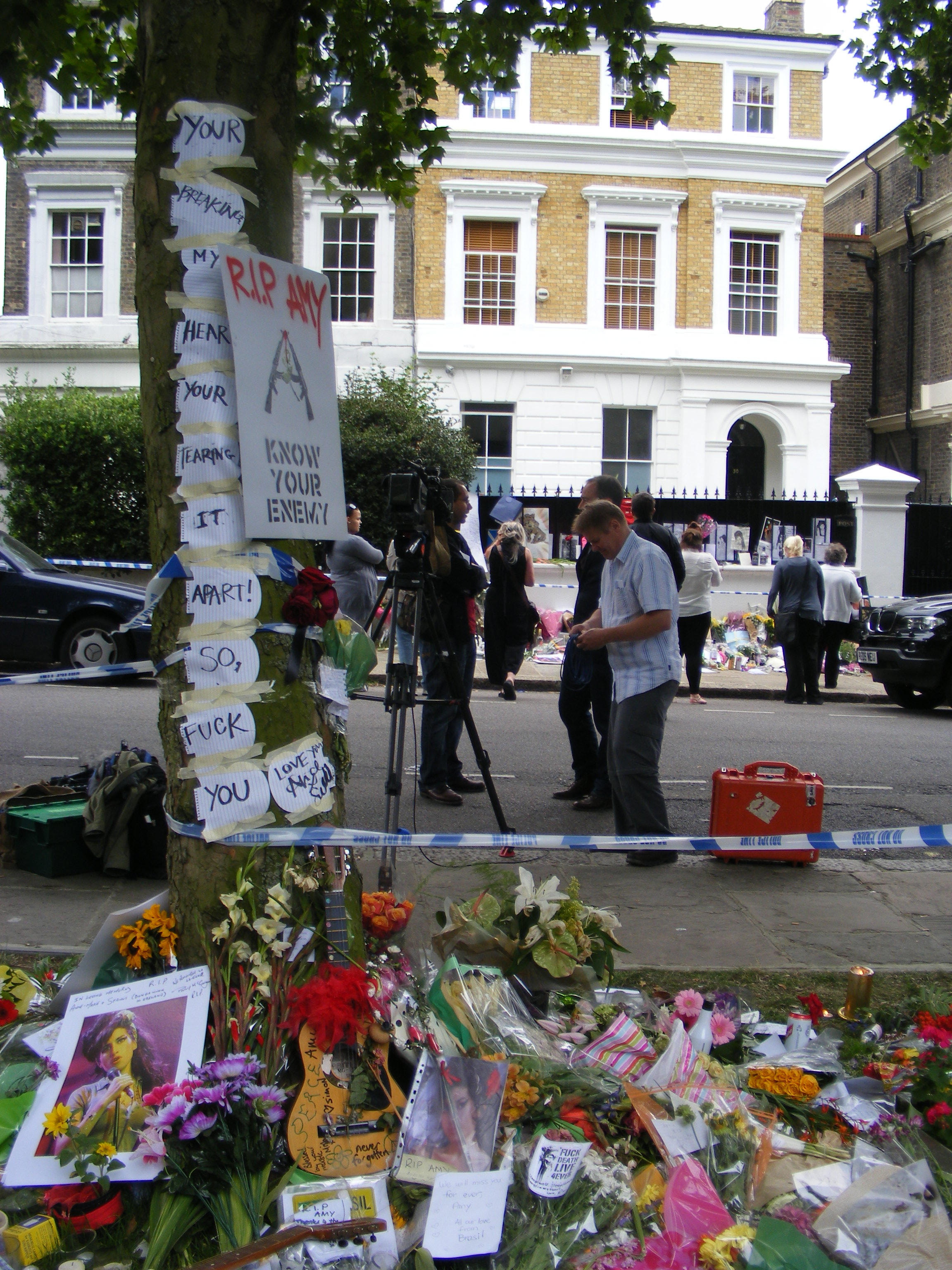
Kwiaty przed domem Amy Winehouse, 27 lipca 2011

Zmarła w nocy lub nad ranem 23 lipca 2011 w swoim domu w dzielnicy Camden w północnym Londynie. O godz. 10.00 ochroniarz próbował ją obudzić, ale brak reakcji nie wywołał jego zdziwienia, gdyż miała zwyczaj spać długo. Ok. 15.00 wszedł do jej sypialni ponownie i dopiero wtedy stwierdził, że Winehouse nie ma pulsu i nie oddycha, po czym wezwał pomoc. O 15.45 przed dom artystki przyjechały dwie karetki pogotowia i lekarze stwierdzili jej zgon, potwierdzony następnie przez policję. Policja zabezpieczyła na miejscu opróżnione dwie mniejsze i jedną większą butelki wódki. Z raportu koronera, Suzanne Greenaway, z 26 października 2011 wynikało, że Winehouse miała w chwili śmierci 4,16 promila alkoholu we krwi, na podstawie czego, oraz przeprowadzonej autopsji uznano, że przyczyną śmierci był wstrząs wywołany zatruciem alkoholowym po okresie abstynencji.
Śmierć Winehouse spotkała się z emocjonalnym odbiorem m.in. ze strony Brytyjczyków, przyjaciół i znajomych artystki oraz krajowej i międzynarodowej prasy. Przedstawiciele firmy fonograficznej Universal Republic, która reprezentowała Winehouse, po śmierci artystki opublikowali oświadczenie, w którym napisali: „Jesteśmy głęboko zasmuceni nagłą stratą tak utalentowanej artystki i wykonawczyni”. Wielu muzyków – m.in. U2, M.I.A., Lady Gaga, Marianne Faithfull, Bruno Mars, Nicki Minaj, Keisha Buchanan, Rihanna, George Michael, Adele, Kelly Clarkson i Courtney Love – uczciło śmierć Winehouse w trakcie swoich koncertów i nagrań w formie chwil ciszy bądź zagrania coverów utworów artystki. Zespół punkowy Green Day napisał piosenkę „Amy” na cześć Winehouse. Patti Smith na swoim albumie Banga z 2012 umieściła utwór „This is the Girl” napisany w hołdzie Winehouse. Mark Ronson zadedykował artystce swój album Uptown Special, na którego okładce napisał: „Zawsze myślę o tobie i inspiruje się tobą”.
Pogrzeb Winehouse odbył się 26 lipca 2011 na cmentarzu Edgwarebury Lane w północnym Londynie. Uczestniczyła w nim tylko najbliższa rodzina i przyjaciele, w tym Janis i Mitch Winehouse’owie, Kelly Osbourne, Mark Ronson i Reg Traviss oraz prowadzący ceremonię w duchu judaizmu, rabin Frank Hellner. Mitchell Winehouse wygłosił mowę pogrzebową, po której wspólnie odśpiewano utwór „So Far Away” Carole King. Następnie ciało artystki skremowano w londyńskim Golders Green Crematorium, a rodzina ogłosiła zamiar odbycia dwudniowej sziwy.
Winehouse nie zostawiła testamentu, w związku z czym jej rodzice odziedziczyli cały jej majątek, a jego część została przekazana na rzecz założonej przez nich Fundacji Amy Winehouse.
17 grudnia 2012 na wniosek rodziny Winehouse, w związku z wątpliwościami co do faktycznych przyczyn zgonu artystki, ponownie przebadano próbki tkanek piosenkarki pobranych w ramach autopsji po jej śmierci. 8 stycznia 2013 władze ponownie potwierdziły, że przyczyną śmierci Winehouse było niezamierzone zatrucie alkoholowe.

## Charakterystyka muzyczna
Dysponowała charakterystycznym, rzadko spotykanym w Europie głosem klasyfikowanym jako kontralt, sięgającym w górnych rejestrach do granic mezzosopranu, w sumie trzy oktawy od dźwięku c do d³ oraz jeden półton d6-eb6. Tego rodzaju głos, spotykany u afroamerykańskich wokalistek soulowych, szczególnie predestynował Winehouse do wykonywania tego rodzaju muzyki. Prawdopodobnie w związku z częściową niewydolnością płuc, wypracowała sobie w późniejszych etapach kariery charakterystyczną technikę śpiewania przez większość czasu niskim, naturalnym, cichym głosem i krótkich fragmentów przechodzenia w śpiew pełnym głosem w partiach wymagających wysokich tonów, w których zlewała dźwięki, „atakując” je z góry i następnie szybko obniżając skalę.
Jakkolwiek wytworzyła ona swój własny styl muzyczny, większość jej utworów jest wyraźnie inspirowana soulem i jazzem z lat 50. i 60. XX w., co nadało jej twórczości walory powrotu do korzeni współczesnej muzyki pop. Wśród swoich głównych inspiracji wymieniała artystów, takich jak Lisa Lopes, Salt-n-Pepa, Ella Fitzgerald, Aretha Franklin, Sarah Vaughan, Dinah Washington, Erykah Badu, Mos Def, Talib Kweli, Otis Redding, Mahalia Jackson, The Shangri-Las i The Ronettes. W dzieciństwie była także fanką Michaela Jacksona i Madonny. W jej twórczości często doszukiwano się podobieństw do twórczości  artystek, takich jak Lauryn Hill, Macy Gray, Billie Holiday czy Erykah Badu.
Recenzenci i znawcy muzyki jazzowej podkreślali, że głos Winehouse można było porównywać do śpiewaczek, takich jak Sarah Vaughan czy Nina Simone, ale też Lauryn Hill czy Billie Holiday. Krytyk muzyczny Garry Mulholland z BBC nazwał Winehouse „najwybitniejszym talentem wokalnym jej pokolenia”. Według Cyrila Cordora z AllMusic „zarówno fani, jak i krytycy docenili jej surowy wdzięk, zuchwałe poczucie humoru oraz wyraziście soulowy i jazzowy wokal”. Dla kontrastu, Robert Christgau odmówił wartości jej twórczości, twierdząc, że była „samozwańczą ćpunką, która była traktowana poważnie, bo robiła koncerty soulowe”. Bob Dylan nazwał ją „ostatnią prawdziwą indywidualistką w muzyce pop”.
W tekstach swoich piosenek poruszała głównie temat nieszczęśliwej miłości. Tytuł jej debiutanckiego albumu (Frank) nawiązywał do szczerych (frank – z ang. szczery) przemyśleń Winehouse m.in. na temat współczesnych mężczyzn, ale także do imienia jej ulubionego artysty, Franka Sinatry. Na Franku umieściła piosenki, które napisała po rozstaniu z dziennikarzem Chrisem Taylorem, a na Back to Black – utwory opisujące jej emocje po rozpadzie związku z Blakiem Fielderem-Civilem.

## Wizerunek

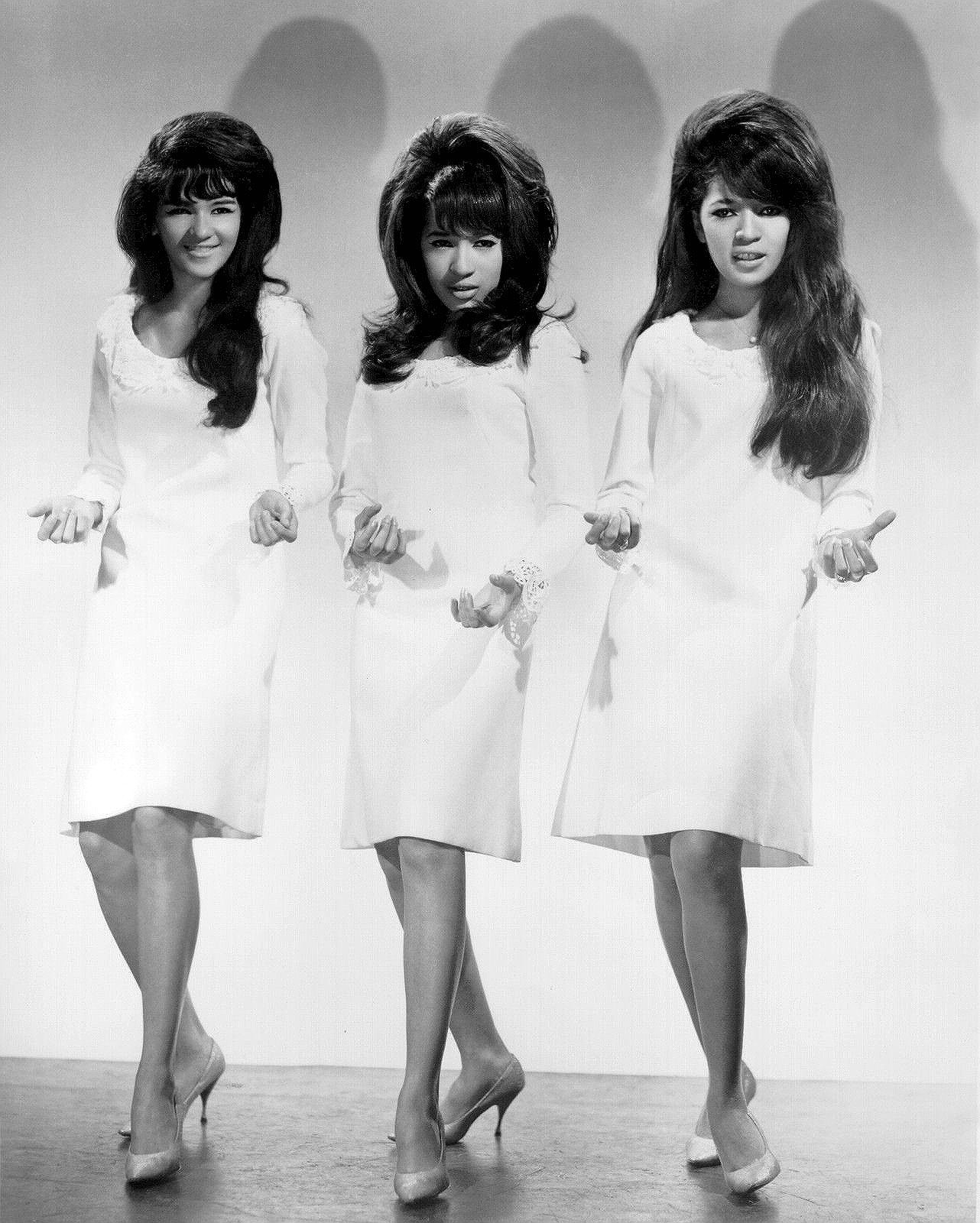
The Ronettes (1966)

Była zafascynowana żeńskimi grupami muzycznymi z lat 60. XX w. Stylista Alex Foden zapożyczył styl uczesania Winehouse, typu „ul na głowie” (ang. beehive) połączony z makijażem „na Kleopatrę”, od Ronnie Spector z zespołu The Ronettes. Podobieństwo było na tyle duże, że Spector po zobaczeniu zdjęciu Winehouse w New York Post sądziła, że fotografia przedstawia ją samą.
Mitch Winehouse wyjaśnił, że makijaż jego córki z użyciem czerwonej szminki, grubej linii brwi i grubej kreski dookoła oczu był inspirowany Latynoskami, które widziała podczas pobytu w Miami, gdzie pracowała z Salaamem Remim nad albumem Back to Black. Na koncertach często występowała z wisiorkiem z dużą Gwiazdą Dawida. Ważnym elementem stylizacji scenicznej Winehouse były jej tatuaże – w widocznych publicznie miejscach ciała doliczono się ich 14. Pierwszy, przedstawiający Betty Boop, zrobiła sobie na plecach, mając 15 lat. Później wytatuowała sobie m.in.: napis „Blake” z kieszonką nad lewą piersią (odnoszący się do jej męża), podkowa i autoportret z podpisem „Daddy’s Girl” na jej lewym ramieniu, portret babki w stylu „pin-up girl” z napisanym jej imieniem „Cynthia” na prawym ramieniu oraz kotwica z napisem „Hello” nad nią i „Sailor” pod nią z prawej strony brzucha. W 2009 usunęła z palca tatuaż w postaci asa pik.
Guy Trebay, reporter z New York Times, stwierdził, że największy wpływ na styl Winehouse miał jej mąż Blake Fielder-Cyvil i że widać w tej stylistyce wpływ Ronnie Spector z The Ronetts, ale także śpiewaczki soulowej Mari Wilson, muzyka punkowego Johnny Thundersa i wszystko to połączone w image „femme fatale”, zapożyczony od Kleopatry, przez Luise Brooks po Salt-n-Pepę. Joe Levy, były redaktor czasopisma Rolling Stone, ocenił, że wizerunek Winehouse – podobnie jak jej muzyka, stanowiąca twórcze połączenie wpływów Motown, Stax, punku i wczesnego hip-hopu – był kombinacją Bettie Page z Brigitte Bardot z odrobiną Ronie Spector.
8 października 2009 w London Clinic przeszła operację powiększenia piersi.
Wygląd Winehouse był systematycznie krytykowany w brytyjskiej prasie. Równolegle z nagrodą NME 2008 dla najlepszej artystki solowej i za najlepsze muzyczne DVD, otrzymała też tytuł najgorzej ubranego wykonawcy. Zajęła drugie miejsce, za Victorią Beckham, na liście najgorzej ubranych kobiet sporządzonej przez Richarda Blackwella.
W prasie często publikowane były zdjęcia pijanej bądź odurzonej narkotykami, a niekiedy także zakrwawionej Winehouse.

## Działalność gospodarcza
W 2008 szacowano, że Winehouse zgromadziła majątek o wysokości ok. 10 mln funtów, co dało jej 10. miejsce na liście najzamożniejszych muzyków wszech czasów w kategorii poniżej 30. roku życia. W następnym roku jej fortuna była szacowana już tylko na 5 mln funtów. Jej finansami zarządzali Mitch i Janis Winehouse. Źródła podają, że artystka zarobiła ok. 1 mln funtów, śpiewając na dwóch prywatnych imprezach w czasie Paris Fashion Week, a także podobną sumę otrzymała za występ w jednej z moskiewskich galerii sztuki od rosyjskiego oligarchy Romana Abramowicza.
W 2009 uruchomiła wytwórnię muzyczną Lioness Records, której pierwszą podopieczną została Dionne Bromfield, wówczas 13-letnia córka chrzestna Winehouse. Jej album, na który składały się covery kilkunastu piosenek soulowych, został wydany 12 października 2009. Winehouse pomogła w nagraniu płyty, śpiewając w chórkach kilku piosenek.
W 2009 założyła spółkę joint venture z wytwórnią EMI, celem wypuszczenie serii ozdobnego papieru pakowego i kartek z życzeniami zawierającymi fragmenty tekstów jej piosenek z albumu Back to Black.
Współpracowała przy projektowaniu kolekcji składającej się z 17 kreacji razem z domem mody Fred Perry. Kolekcja została udostępniona do sprzedaży w październiku 2010. Według słów dyrektora marketingu domu Fred Perry, Winehouse aktywnie współtworzyła tę kolekcję, decydując o jej stylu, doborze tkanin, kolorów i dodatków. Na kolekcję, utrzymaną w stylu „vintage”, składały się spodnie w stylu Capri, kurtki do gry w kręgle, płaszcze typu trencz, wąskie spódniczki, swetry w romby oraz wzorzyste i czarno-różowe sukienki. Za zgodą rodziny Winehouse w sprzedaży w 2012 pojawiły się jeszcze dwie kolekcje, które artystka miała zdążyć zaprojektować przed śmiercią.

## Działalność społeczna i charytatywna
Była, unikając rozgłosu, donatorką znaczących kwot, czasu i muzyki dla kilkudziesięciu organizacji charytatywnych, zwłaszcza tych pomagających dzieciom. Wsparła m.in. Adopt-A-Minefield, Anti-Slavery International, Breast Cancer Campaign, CARE, Children of the Andes, Children’s Medical Research Institute, Christian Children’s Fund, City at Peace, UK charity telethon Comic Relief, London’s Great Ormond Street Hospital, Greenpeace, Healthlink Worldwide, Hear the World, Heifer International, Holy Apostles Soup Kitchen, Czerwony Krzyż, LIFEbeat, Lifeline and Rape Crisis PMB, Opportunity International, Oxfam, Rights and Humanity, Save the Children, Save the Music Foundation, St. Jude Children’s Research Hospital, Teenage Cancer Trust, Christina Noble Children’s Foundation, Little Dreams Foundation, Lotus Outreach, Nelson Mandela Children’s Fund, UNHCR, UNICEF, V-Day, WaterAid i World Neighbors.
W 2009 zafundowała Julianowi Jeanowi DeBaptise w Saint Lucii leczenie, które uratowało mu życie.
W ramach kampanii walki z rakiem piersi udostępniła nieodpłatnie swoje nagie zdjęcie, które w kwietniu 2008 ukazało się w czasopiśmie Easy Living.
W marcu 2011 podarowała ubrania warte ponad 200 tys. funtów lokalnemu sklepowi charytatywnemu w Londynie.
Włączyła się w kampanię na rzecz zatrzymania budowy kwartału mieszkaniowego w pobliżu George Tavern, znanego klubu muzycznego na londyńskim East Endzie. Zwolennicy kampanii obawiali się, że inwestycja mieszkaniowa zniszczy krajobraz miejski widoczny na tyłach klubu, którego wykorzystanie jako plan filmowy i zdjęciowy stanowi główne źródło dochodów George Tavern.

## Dziedzictwo

### Wpływ na rozwój muzyki
Brytyjska piosenkarka Adele stwierdziła, że jej wspólne tournée z Duffy po Stanach Zjednoczonych zostało lepiej przyjęte dzięki wcześniejszemu sukcesowi Winehouse. Amerykańska piosenkarka Lady Gaga przyznała, że Winehouse utorowała jej drogę awansowania na szczyty list przebojów, wyjaśniając, że popularność Winehouse ułatwiła niekonwencjonalnym kobietom odnoszenie sukcesu w głównym nurcie muzyki pop. Raphael Saadiq, Anthony Hamilton i John Legend powiedzieli: „Amy Winehouse została wykreowana przez ludzi, którzy chcieli dokonać przewrotu marketingowego, ale pozytywną stroną tego jest, że publiczność ponownie zetknęła się z tego rodzaju muzyką, co odegrało wprowadzającą rolę dla innych i odrodziło gatunek przez przezwyciężenie kwestii stylu vintage”
Inni artyści, którzy odwoływali się do twórczości Winehouse i twierdzili, że otworzyła lub ułatwiła im drogę do kariery, to m.in. Bruno Mars, Tove Lo, Ellie Goulding, Jessie J, Emeli Sandé, Victoria Justice, Paloma Faith, Lana Del Rey, Sam Smith, Florence Welch, Halsey, Alessia Cara, Daya Estelle i Louis Tomlinson.
Po wydaniu Back to Black firmy fonograficzne poszukiwały artystek z podobnym brzmieniem i odwagą do eksperymentowania, co Winehouse. Na drugą falę artystów o podobnym do Winehouse brzmieniu składają się Adele i Duffy, a na trzecią: V V Brown, Florence and the Machine, La Roux i Little Boots.
W marcu 2011 dziennik New York Daily News opublikował artykuł przypisujący sukcesowi Winehouse i jej zniknięciu pojawienie się fali brytyjskich wokalistek w Stanach Zjednoczonych. Redaktor muzyczny czasopisma Spin Charles Aaron stwierdził: „Amy Winehouse była Nirvaną dla tych wszystkich kobiet. U wszystkich z nich można wykryć jej wpływy w zakresie zachowania scenicznego, stylu muzycznego i mody”. Według Keitha Caulfielda, menedżera Billboardu, dzięki Winehouse i jej nieobecności rynek był w stanie zaadsorbować artystów, takich jak Adele, Estelle i Duffy, a następnie Elizę Doolittle, Rumerę i Ellie Goulding.

### Fundacja Amy Winehouse
Po śmierci piosenkarki w wyniku zatrucia alkoholowego jej rodzina założyła 14 września 2011 Fundację Amy Winehouse, która działa na rzecz zapobiegania efektom nadużywania narkotyków i alkoholu przez młodych ludzi, a także wspiera wrażliwe i utalentowane młode osoby w osiąganiu przez nie pełnego potencjału. Siedziba fundacji znajduje się w północnym Londynie, ale ma ona także biuro w Nowym Jorku. Patronami fundacji są Jon Snow, Barbara Windsor i Mark Ronson, a ambasadorami m.in. Keira Chaplin i Mica Paris. Brat Winehouse, Alex, pracuje na cały etat w fundacji po porzuceniu pracy dziennikarza muzycznego.
12 marca 2013 z pomocą Russella Branda, który sam wyszedł z uzależnień, uruchomiono Amy Winehouse Foundation Resilience Programme For Schools w Wielkiej Brytanii, którego celem jest efektywna edukacja w zakresie uzależnień od narkotyków, alkoholu i radzenia sobie z emocjami.

## Winehouse w sztuce i kulturze

### W sztuce

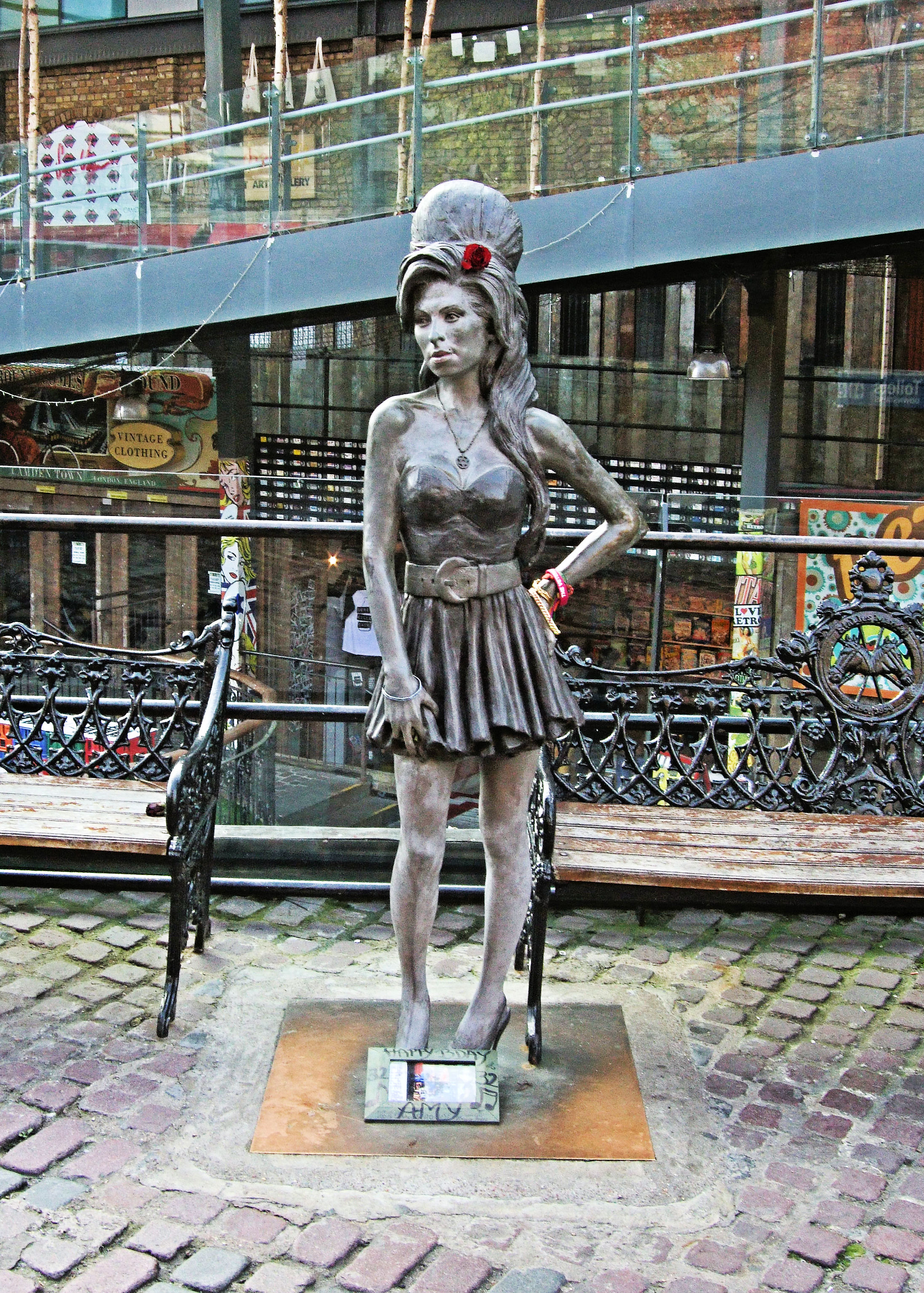
Pomnik Amy Winehouse w Camden Town w Londynie

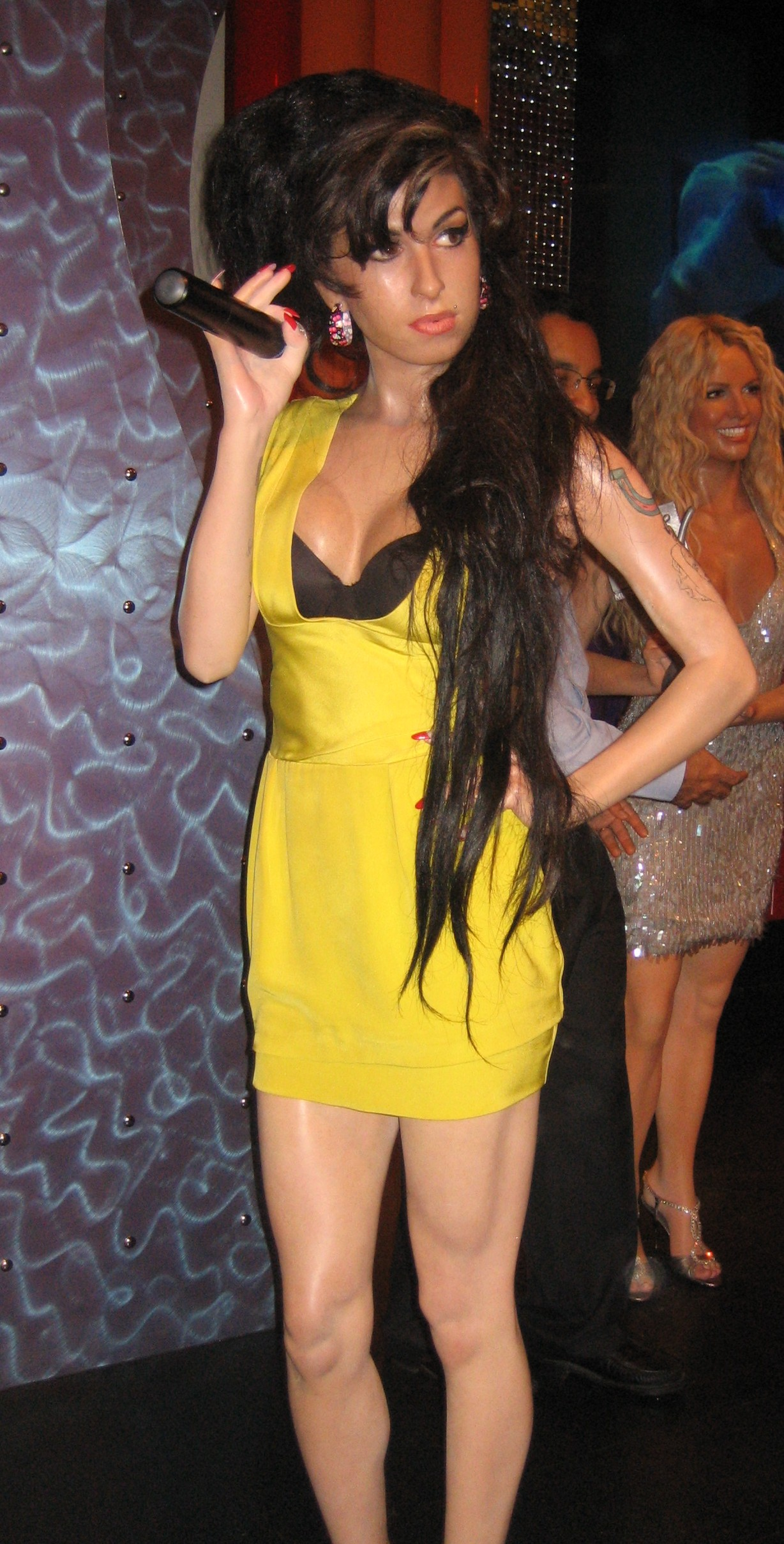
Figura woskowa Amy Winehouse w Muzeum Figur Woskowych Madame Tussaud w Londynie

W maju 2008 London’s Mall Galleries otworzyło wystawę, w ramach której wystawiana była rzeźba „Excess” przedstawiająca Winehouse. Praca autorstwa Guy Portelli składała się z miniatury piosenkarki leżącej na potłuczonej butelce szampana i kałuży cieczy, która z niej wypłynęła, zaś ciało artystki było pokryte czymś, co wyglądało jak maleńkie pigułki, a jedna wyciągnięta ręka trzymała szklankę. Na tej samej wystawie pokazano też inną rzeźbę przedstawiającą Winehouse – „Celebrity 1” autorstwa Charlotte Suckling.
23 lipca 2008 londyńskie muzeum Madame Tussauds odsłoniło woskową figurę przedstawiającą Winehouse. Piosenkarka nie skorzystała z zaproszenia do muzeum z tej okazji, ale na odsłonięcie przybyli rodzice artystki.
14 listopada 2008 rzeźba autorstwa Marco Perego pt. „The Only Good Rock Star Is a Dead Rock Star”, przedstawiająca Winehouse leżącą w kałuży krwi z jabłkiem i dziurą po kuli w jej głowie, po tym jak hipotetycznie została zastrzelona przez amerykańskiego pisarza Williama S. Burroughs (inspirowana faktem zastrzelenia przez niego swojej żony Joan Vollmer), była wystawiona w New York’s Half Gallery z ceną sprzedaży 100 tys. dol. Perego stwierdził o rzeźbie, że „gwiazdy rocka są kozłami ofiarnymi społeczeństwa”.
Wypożyczyła nieodpłatnie British Music Experience, sukienkę w stylu vintage, którą miała na sobie na planie teledysku do piosenki „Tears Dry on Their Own” i przy nagrywaniu materiału do DVD. Muzeum poświęcone historii brytyjskiej muzyki pop, zlokalizowane w O2 Arena w Londynie, zostało otwarte 9 marca 2009.
W 2012 Sir Peter Blake umieścił podobiznę Winehouse w nowej wersji swojego najsłynniejszego dzieła – okładce albumu The Beatles pt. Sgt. Pepper’s Lonely Hearts Club Band, składając w ten sposób hołd postaciom brytyjskiej kultury, które najbardziej szanuje.
We wrześniu 2013 w Muzeum Żydowskim w Londynie przygotowano wystawę pt. Amy Winehouse: A Family Portrait,  na którą składały się na osobiste przedmioty artystki (m.in. książki i płyty z muzyką) opatrzone w opisami przygotowanymi przez jej brata. Współkuratorami wystawy byli brat i ciotka Winehouse.
14 września 2014 przed Stables Market w Camden Town w północnym Londonie została odsłonięta rzeźba Winehouse wykonana z brązu o naturalnych rozmiarach. W odsłonięciu posągu autorstwa Scotta Eatona uczestniczyli rodzice, przyjaciele i fani Winehouse. Rzeźbiarz w rozmowie z ojcem artystki stwierdził, że posąg ma w zamierzeniu ująć jej „charakter i siłę, ale także oddać delikatnie jej poczucie niepewności”. Mitchell Winehouse powiedział o rzeźbie: „Teraz Amy będzie mogła już zawsze nadzorować, kto wchodzi i wychodzi do jej rodzinnego miasteczka... Amy była zakochana w Camden i to jest miejsce, które kojarzy się z nią jej fanom z całego świata”.

### Filmy
W 2009 ukazał się krótki film dokumentalny autorstwa Daphne Barak Ratując Amy (Saving Amy), który portretował relacje między nią i jej rodzicami.
W 2010 na antenie Channel 4 premierę miał film dokumentalny Moja córka Amy (My Daughter Amy), a którym wystąpił ojciec Winehouse. Artystka krytycznie oceniła film i udział ojca w tej produkcji.
W filmie Ujnoo Moona The Zen of Benett (2012), poświęconym głównie osobie Tony Benetta, przedstawiono sceny ze studia nagraniowego w czasie nagrywania przez niego i Winehouse utworu „Body and Soul”, a także krótkie wypowiedzi obojga na temat współpracy, życia i muzyki jazzowej.

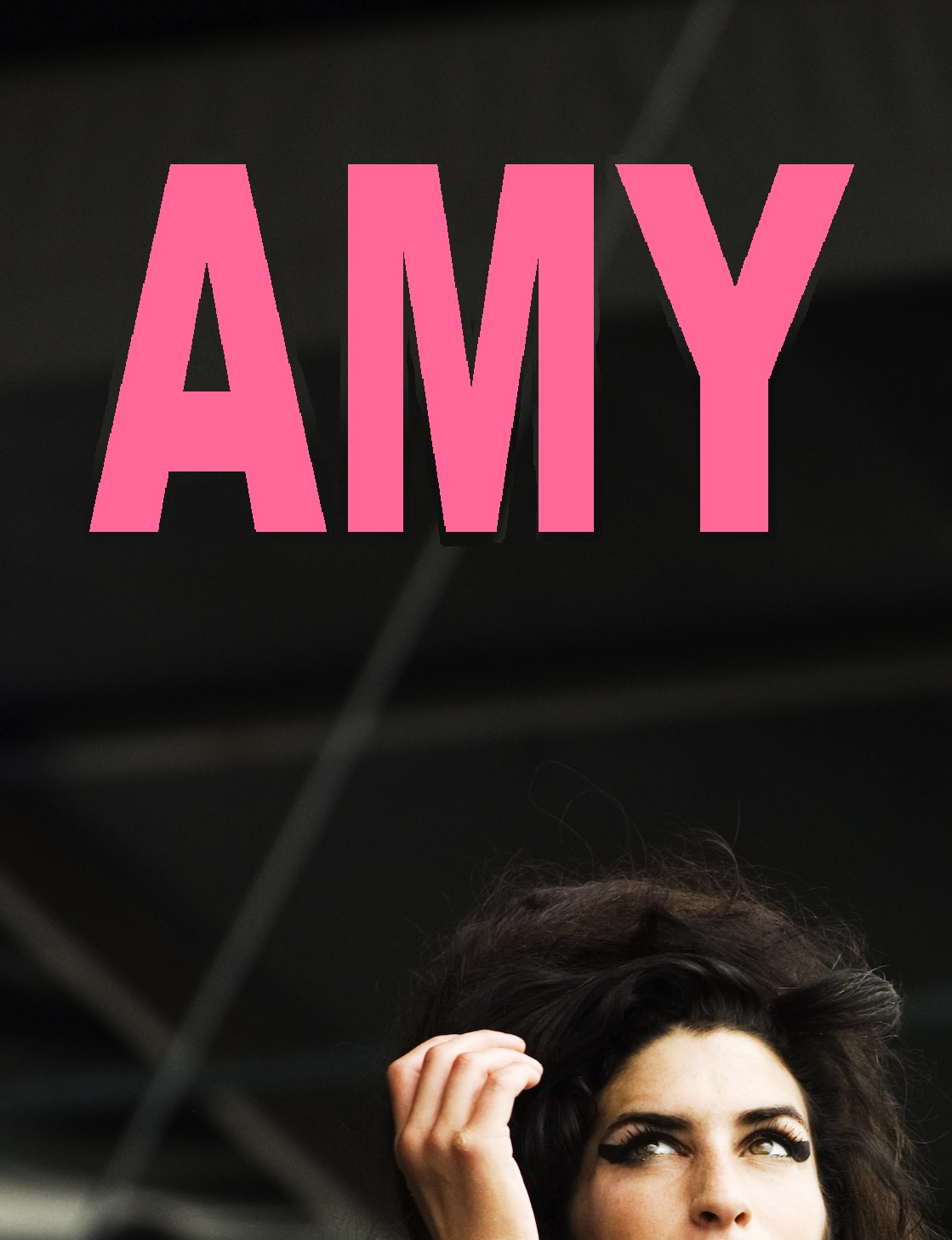
Plakat filmu Amy

3 lipca 2015 premierę miał film dokumentalny Asifa Kapadii Amy. Reżyser próbował sportretować Winehouse jako „wrażliwą żydowską dziewczynę”, która miała wielki talent muzyczny, ale stała się ofiarą uzależnień i zaburzeń odżywiana, a ludzie, którzy powinni jej pomóc nie zrobili tego. Premiera filmu miała miejsce w trakcie Festiwalu w Cannes 2015, po której miał on recenzje przedstawiające go jako „tragiczne arcydzieło”, „wspaniały”, „rozdzierający serce” i „nie do zapomnienia”. Ścieżka dźwiękowa z filmu pojawiła się w sprzedaży 30 października 2015 razem z DVD, które zawierało muzykę z filmu autorstwa Antônio Pinto i oryginalne utwory Winehouse. Film został uhonorowany kilkoma nagrodami: Academy Award for Best Documentary Feature w ramach Oskarów 2016, nagrodą BAFTA za najlepszy dokument, MTV Movie Award za najlepszy dokument oraz nagrodą BAFTA za najlepszy film brytyjski. Winehouse po premierze została pośmiertnie nominowana do nagrody Brit dla najlepszej artystki solo na gali rozdania Brit Awards 2016.
2 listopada 2018 została wydana płyta DVD z filmem dokumentalnym pt. Amy Winehouse – Back To Black: The Documentary, produkcji Eagle Vision w reżyserii Gil Cang. Na film składają się fragmentu zapisów z sesji nagraniowej do płyty Back to Black, wywiady z producentami tej płyty Ronsonem i Remim, członkami zespołu muzycznego Remiego oraz przyjaciółmi Winehouse: Nickiem Shymansky’m, Juliette Ashby i Dionne Bromfield. DVD zawiera również zapis prywatnego koncertu artystki, który odbył się w 2008 w Riverside Studios w Londynie.
11 kwietnia 2024 roku odbyła się premiera filmu fabularnego Back to Black. Historia Amy Winehouse. Główną rolę zagrała Marisa Abela.

### Książki
W 2010, na kanwie filmu Saving Amy, została opublikowana książka pod tym samym tytułem, której autorką była twórczyni filmu, Daphne Barak.
Zarówno ojciec, jak i matka Winehouse wydali, każde osobno, wspomnienia o ich córce i przekazali dochody z tych książek na Fundację Amy Winehouse. Ojciec opublikował swoje wspomnienia w 2012 pt. Amy: My Daughter, a matka w 2014 opublikowała książkę Loving Amy: A Mother’s Story.

## Życie prywatne

### Partnerzy
Jej pierwszym życiowym partnerem był dziennikarz Chris Taylor, którego poznała w redakcji WENN i z którym pozostawała w związku przez dziewięć miesięcy. Na początku 2005 w pubie „Hawley Arms” w Camden poznała Blake’a Fieldera-Civila (ur. 1982), byłego asystenta produkcji filmowej, z którym wkrótce nawiązała romans. Po pół roku związku rozstała się z Fielderem-Civilem, co miało duży wpływ na teksty piosenek z albumu Back to Black, gdyż odnosiły się one w ten czy inny sposób do różnych etapów ich wzajemnej relacji. W 2006 związała się z szefem kuchni Alexem Clare’em, z którym rozeszła się w marcu 2007 po dziewięciu miesiącach związku. Clare swoją relację z Winehouse opisał w artykule pt. „Bondage Crazed Amy Just Can’t Beehive in Bed” opublikowanym w News of the World (niedzielnym dodatku do tabloidu „The Sun”) i w kilku wywiadach telewizyjnych. W marcu 2007 zeszła się z Fielderem-Civilem, w następnym miesiącu ogłosiła zaręczyny z nim, a 18 maja wzięła z nim ślub w Miami Beach na Florydzie. Związek pary był burzliwy, często dochodziło między nimi do kłótni i rękoczynów. Fielder-Civil od 21 lipca 2008 do 25 lutego 2009 przebywał w więzieniu za napaść z zamiarem wyrządzenia poważnego uszczerbku na zdrowiu oraz utrudnianie prowadzenia śledztwa. Winehouse podczas pobytu męża w więzieniu wdała się w przelotny romans z Alexem Hainesem, asystentem Raye’a Cosberta (menedżera Winehouse).
W styczniu 2009 po przyłapaniu Winehouse przez paparazzi z aktorem Joshem Bowmanem w czasie wakacji w Saint Lucii, artystka oświadczyła, że jest w nim zakochana oraz że zrywa z Fielderem-Civilem, gdyż cały ich związek był oparty na wspólnym uzależnieniu od narkotyków, od których udało się jej uwolnić. 12 stycznia 2009 jej rzecznik prasowy oficjalnie potwierdził złożenie przez adwokata Fieldera-Civila wniosku rozwodowego, uzasadnionego zdradą Winehouse i rozpadem ich związku. W marcu tego samego roku ukazał się wywiad z Winehouse, w którym stwierdziła ona, że jednak nie chce zerwania z mężem, czeka na jego powrót do domu i że nie da mu rozwodu. Mimo to, rozwód został zasądzony 16 lipca 2009 i przy braku przeszkód prawnych ze strony Winehouse, uprawomocnił się 28 sierpnia tego roku. Fielder-Civil nie otrzymał żadnych pieniędzy w ramach podziału majątku.
Ostatnim partnerem życiowym Winehouse był reżyser filmowy Reg Traviss, który pozostawał z nią w związku od 2010 aż do jej śmierci. Według wspomnień jej ojca, para planowała wziąć ślub i mieć dzieci.

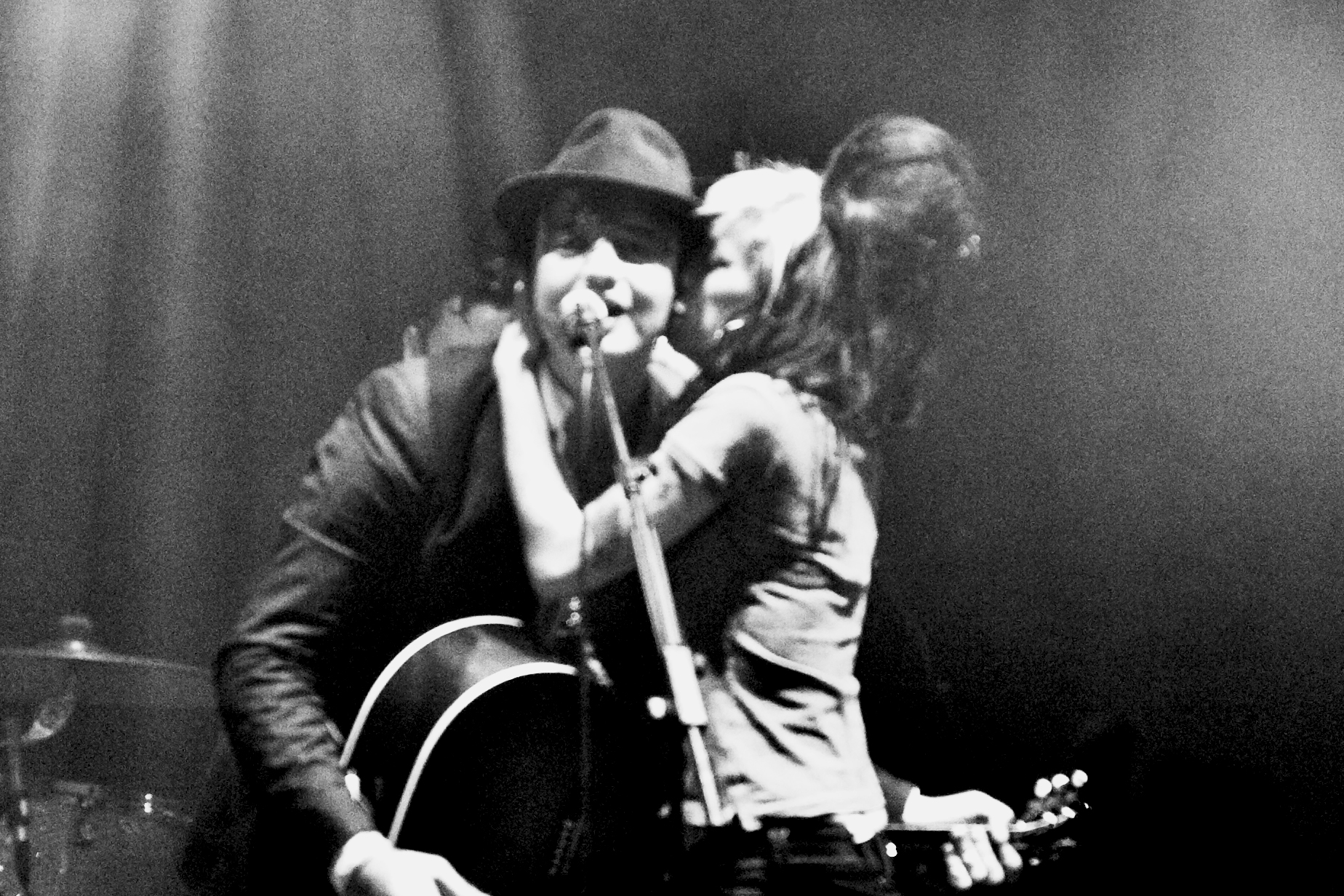
Pete Doherty i Winehouse (2009)

Muzyk Pete Doherty po śmierci Winehouse stwierdził w wywiadzie prasowym, że był przez pewien czas kochankiem artystki, choć sama zainteresowana, zapytana w 2008 o swoją relację z muzykiem, podtrzymywała, że miała ona charakter wyłącznie przyjaźni artystycznej.

### Stan zdrowia

#### Uzależnienia i problemy psychiczne
W 2005 przeszła przez okres intensywnego nadużywania alkoholu i narkotyków oraz wyraźnie straciła na wadze, co było spowodowane jej cierpieniem po rozstaniu z Blakiem Fielderem-Civilem. Na początku 2006 przed lub w trakcie tworzenia albumu Back to Black przeszła pierwszą kurację odwykową. W połowie 2006, zaraz po śmierci babki, Cynthii, ponownie wpadła w uzależnienie od substancji psychotropowych. W sierpniu 2007 odwołała kilkanaście koncertów w Wielkiej Brytanii i Europie (m.in. na norweskim festiwalu Oya), powołując się na wyczerpanie i zły stan zdrowia. Następnie była hospitalizowana w związku z przedawkowaniem heroiny, ecstasy, kokainy, ketaminy i alkoholu. W kilku wywiadach przyznała się do problemów z samookaleczeniem się, depresją maniakalną i zaburzeniami w odżywianiu. Po wyjściu ze szpitala stwierdziła, że kuracja poskutkowała i sądzi, że ma ten problem rozwiązany.
W grudniu 2007 rzecznik prasowy Winehouse oświadczył, że artystka pozostaje pod kontrolą lekarza i radzi sobie ze swoimi problemami psychicznymi tworząc dużo muzyki. Jednak brytyjski tabloid The Sun opublikował wideo, na którym Winehouse pali kokainę crack oraz mówi o braniu ecstasy i valium. W reakcji na to zdarzenie ojciec Winehouse przejął nad nią opiekę i wymusił, aby Island Records odwołało jej kampanię promocyjną w Stanach Zjednoczonych. Pod koniec stycznia 2008 Winehouse rozpoczęła swoją drugą, dwutygodniową kurację odwykową. 26 marca 2008 rzecznik prasowy Winehouse stwierdził, że artystka już czuje się dobrze, jednak pod koniec kwietnia 2008, jej nieprzewidywalne zachowanie, w tym zarzut o napaść, wywołało obawę, że wysiłki związane z leczeniem uzależnienia zakończyły się niepowodzeniem. Jej ojciec i menedżer zmusili ją do przymusowej hospitalizacji odwykowej w oparciu o przepisy brytyjskiej ustawy o zdrowiu psychicznym z 1983. Jej zaniedbany wygląd podczas zaplanowanej we wrześniu 2008 imprezy klubowej spowodował pogłoski o nawrocie jej problemów, a fotografowie obecni w klubie raportowali, że widzieli na jej nogach i ramionach świeże ślady po samookaleczeniu.
Według jej lekarza, Winehouse przestała zażywać nielegalne substancje pod koniec 2008. W wywiadzie z października 2010 Winehouse stwierdziła, że pewnego dnia po prostu postanowiła rzucić narkotyki. Po odrzuceniu narkotyków wpadła jednak w uzależnienie od alkoholu. Ze wspomnień jej lekarza wynika, że leczenie jej uzależnienia od alkoholu było wspomagane librium oraz że w 2010 przeszła badania psychologiczne i psychiatryczne, jednak odmówiła poddaniu się terapii.

#### Choroba płuc i pozostałe problemy ze zdrowiem
23 czerwca 2008 rzecznik Amy Winehouse skorygował wcześniejsze oświadczenie jej ojca, że cierpi ona na przewlekłą obturacyjną chorobę płuc, twierdząc, że ma tylko niektóre objawy wczesnej fazy tej choroby, która się jeszcze nie rozwinęła. Jej ojciec doprecyzował później, że wydolność jej płuc jest na poziomie 70% normalnego stanu, że ma ona również zaburzenia rytmu serca i jest to efekt jej uzależnienia od kokainy i cracku. Podjęła ona wówczas leczenie w London Clinic, z której została wypuszczona w lipcu, aby zaśpiewać na 90. urodzinach Nelsona Mandeli oraz Festiwalu Glastonbury, po czym była leczona w trybie ambulatoryjnym. W tym samym miesiącu Winehouse stwierdziła, że zdiagnozowano u niej wczesną fazę obturacyjnej choroby płuc, leczy się pod nadzorem lekarzy z London Clinic, gdzie ma indywidualny program polegający na zmianie trybu życia i odżywiana oraz korzystania z pionowo ustawionego solarium. 25 września 2008 przeszła ponowne badanie płuc i klatki piersiowej w London Clinic, w związku z, jak oficjalnie oświadczono, podejrzeniem infekcji. Następnie przebywała w tym szpitalu na zmianę z leczeniem ambulatoryjnym. 23 listopada 2008 przeszła w tym szpitalu badania, aby zbadać reakcję na leki, na czym jej leczenie się zakończyło.

### Zatargi z prawem
W październiku 2007 Winehouse i jej mąż zostali aresztowani w Bergen w Norwegii za posiadanie 7 gramów marihuany, jednak już następnego dnia wyszli na wolność po zapłaceniu kary w wysokości 3850 koron.
W 2007 Sąd Najwyższy na wniosek Winehouse, na podstawie Protection from Harassment Act 1997, wydał nakaz agencji Big Pictures zatrudniającej paparazzi o niezbliżaniu się na odległość mniejszą niż 100 metrów od jej domu w Londynie oraz zakaz fotografowania jej domu, domu jej przyjaciół i bliskich.
W grudniu 2007 została zatrzymana przez policję w związku z podejrzeniem mataczenia w sprawie o napaść na właściciela pubu Macbeth w Hoxton w północnym Londynie, którego rok wcześniej miał dopuścić się Fielder-Civil. Według prokuratury, piosenkarka miała wyłożyć 200 tys. funtów w zamian za wycofanie zeznań przez pobitego mężczyznę. Ojciec artystki, jako menedżer jej majątku, zaprzeczył, że taka kwota wypłynęła z konta Winehouse.
26 kwietnia 2008 uderzyła 38-letniego mężczyznę w twarz. Po tym, jak dobrowolnie zgłosiła się na policję, została przetrzymana w areszcie przez noc, a jej czyn zakwalifikowano wstępnie jako czynną napaść. Policja stwierdziła, że przetrzymano ją w areszcie, ponieważ jej stan uniemożliwiał przesłuchanie od razu. Następnego dnia, po dokonaniu przesłuchania, została wypuszczona bez postawienia zarzutów.
W maju 2008 została aresztowana pod zarzutem posiadania narkotyków, po tym, jak ktoś podrzucił policji nagranie wideo ze stycznia 2008, na którym było widać, jak Winehouse coś pali. Koronna Służba Prokuratorska rozważała skierowanie sprawy do sądu, ale ze względu na brak dowodu, że palona substancja była nielegalna, ostatecznie ją zwolniono. Niemniej, dwoje mieszkańców Londynu (Johnny’ego Blagrove’a i Cary Burton) oskarżono i skazano za dostarczenie jej kokainy i ecstasy; jedna z tych osób została skazana 13 grudnia 2008 na dwa lata więzienia, a druga – na dwa lata prac społecznych.
5 marca 2009 została aresztowana i oskarżona o czynną napaść, po tym, jak Sharene Flash oskarżyła ją o podbicie oka we wrześniu 2008 na balu dobroczynnym Prince’s Trust. W związku z tą sprawą rzecznik prasowy Winehouse ogłosił odwołanie koncertu artystki na Coachella Festival w USA, gdyż musiała ona stawić się w sądzie 17 marca, gdzie oświadczyła, że jest niewinna. 24 lipca sąd uniewinnił Winehouse, w uzasadnieniu podając brak wiarygodności świadków oskarżenia i niezgodność stwierdzonych obrażeń z treścią zeznań poszkodowanej.
19 grudnia 2009 została aresztowana po raz trzeci w związku z oskarżeniem o czynną napaść oraz naruszenie porządku publicznego po tym, jak zaatakowała kierownika sali Milton Keynes Theatre, gdy ten nakazał jej zwolnić zajmowany fotel. Tym razem została uznana za winną i skazana na karę więzienia w zawieszeniu.

## Dyskografia
- 2003: Frank
- 2006: Back to Black
- 2011: Lioness: Hidden Treasures

## Nagrody i wyróżnienia
| Rok                 | Kategoria                                                             | Uwagi       |
| BRIT Awards         | BRIT Awards                                                           | BRIT Awards |
| ------------------- | --------------------------------------------------------------------- | ----------- |
| 2004                | Najlepsza artystka solowa                                             | Nominacja   |
| 2004                | Najlepszy występ miejski                                              | Nominacja   |
| 2007                | Najlepsza artystka solowa                                             | Nagroda     |
| 2007                | Najlepszy album brytyjski (Back to Black)                             | Nominacja   |
| 2008                | Najlepszy singiel brytyjski („Valerie”)                               | Nominacja   |
| Echo Music Awards   |                                                                       |             |
| 2008                | Najlepsza artystka międzynarodowa – Rock/Pop                          | Nominacja   |
| 2009                | Najlepsza artystka międzynarodowa – Rock/Pop                          | Nagroda     |
| 2009                | Album roku                                                            | Nominacja   |
| Elle Style Awards   |                                                                       |             |
| 2007                | Najlepszy brytyjski występ muzyczny                                   | Nagroda     |
| Nagrody Grammy      |                                                                       |             |
| 2008                | Album roku (Back to Black)                                            | Nominacja   |
| 2008                | Najlepszy popowy album wokalny (Back to Black)                        | Nagroda     |
| 2008                | Nagranie roku                                                         | Nagroda     |
| 2008                | Piosenka roku                                                         | Nagroda     |
| 2008                | Najlepszy występ wokalny piosenkarki popo                             | Nagroda     |
| 2008                | Najlepszy nowy artysta                                                | Nagroda     |
| Ivor Novello Awards |                                                                       |             |
| 2004                | Najlepszy współczesny utwór muzycznie i tekstowo („Stronger Than Me”) | Nagroda     |
| 2007                | Best Contemporary Song („Rehab”)                                      | Nagroda     |
| 2008                | Najlepszy utwór muzycznie i tekstowo („You Know I’m No Good”)         | Nominacja   |
| 2008                | Najlepszy utwór muzycznie i tekstowo („Love Is a Losing Game”)        | Nagroda     |
| 2008                | Najlepiej sprzedający się utwór („Rehab”)                             | Nominacja   |
| Mercury Prize       |                                                                       |             |
| 2004                | Album roku                                                            | Nominacja   |
| 2007                | Album roku                                                            | Nominacja   |
| Meteor Music Awards |                                                                       |             |
| 2008                | Najlepsza artystka międzynarodowa                                     | Nagroda     |
| MOBO Awards         |                                                                       |             |
| 2007                | Najlepsza Brytyjka                                                    | Nagroda     |
| 2007                | Najlepszy utwór R&B                                                   | Nominacja   |
| 2007                | Najlepszy utwór („Rehab”)                                             | Nominacja   |
| 2007                | Najlepszy teledysk („Back to Black”)                                  | Nominacja   |
| MOJO Awards         |                                                                       |             |
| 2007                | Najlepszy debiut                                                      | Nominacja   |
| 2007                | Album roku (Back to Black)                                            | Nominacja   |
| 2007                | Piosenka roku („Rehab”)                                               | Nagroda     |
| Vibe Awards         |                                                                       |             |
| 2007                | Przełomowy artysta roku                                               | Nominacja   |

| Rok                        | Kategoria                                                      | Uwagi                   |
| MTV Europe Music Awards    | MTV Europe Music Awards                                        | MTV Europe Music Awards |
| -------------------------- | -------------------------------------------------------------- | ----------------------- |
| 2007                       | Album roku (Back to Black)                                     | Nominacja               |
| 2007                       | Najbardziej uzależniający utwór („Rehab”)                      | Nominacja               |
| 2007                       | Artist’s Choice                                                | Nagroda                 |
| 2008                       | Występ roku                                                    | Nominacja               |
| MTV Video Music Awards     |                                                                |                         |
| 2007                       | Artystka roku                                                  | Nominacja               |
| 2007                       | Najlepszy nowy artysta                                         | Nominacja               |
| 2007                       | Teledysk roku („Rehab”)                                        | Nominacja               |
| mtvU Woodie Awards         |                                                                |                         |
| 2007                       | Dzida roku                                                     | Nominacja               |
| NME Awards                 |                                                                |                         |
| 2008                       | Najlepszy artysta solowy                                       | Nominacja               |
| 2008                       | Czarny charakter roku                                          | Nominacja               |
| 2008                       | Najgorzej ubrany artysta                                       | Nagroda                 |
| 2008                       | Najlepsze DVD muzyczne                                         | Nominacja               |
| 2009                       | Czarny charakter roku                                          | Nominacja               |
| 2009                       | Najgorzej ubrany artysta                                       | Nagroda                 |
| NRJ Music Awards           |                                                                |                         |
| 2008                       | Międzynarodowe objawienie roku                                 | Nominacja               |
| 2008                       | Międzynarodowy album roku (Back to Black)                      | Nominacja               |
| Popjustice £20 Music Prize |                                                                |                         |
| 2007                       | Najlepszy brytyjski singiel roku (pop)                         | Nagroda                 |
| Premios 40 Principales     |                                                                |                         |
| 2008                       | Najlepszy międzynarodowy utwór niehiszpańskojęzyczny („Rehab”) | Nominacja               |
| Q Awards                   |                                                                |                         |
| 2007                       | Najlepszy album (Back to Black)                                | Nagroda                 |
| Teen Choice Awards         |                                                                |                         |
| 2007                       | Najlepsza debiutująca artystka                                 | Nominacja               |
| Urban Music Awards         |                                                                |                         |
| 2008                       | Najlepszy występ neo-soulowy                                   | Nagroda                 |
| 2009                       | Najlepsza artystka                                             | Nominacja               |
| Vodafone Live Music Awards |                                                                |                         |
| 2007                       | Najlepsza artystka                                             | Nagroda                 |
| 2008                       | Najlepsza artystka                                             | Nominacja               |
| World Music Awards         |                                                                |                         |
| 2007                       | Artystka popowa/rockowa najlepiej sprzedająca się na świecie   | Nominacja               |
| 2007                       | Najlepiej sprzedający się na świecie debiutant                 | Nominacja               |
| 2008                       | Najlepiej sprzedająca się artystka popowa/rockowa              | Nagroda                 |